# Deutsches Heer (Deutsches Kaiserreich)

Schwarzes Kreuz (umgangssprachlich auch Eisernes Kreuz) als Erkennungszeichen für Flugzeuge sowie Panzer aus dem Deutschen Reich und aus Österreich-Ungarn im Ersten Weltkrieg

Die erste – von 1892 bis 1903 verwendete – Reichskriegsflagge

Deutsches Heer war die offizielle Bezeichnung der Landstreitkräfte des Deutschen Kaiserreiches von 1871 bis 1918. Die Verfassung des Deutschen Reiches verwendet daneben noch den Begriff „Reichsheer“ in Anlehnung an das Bundesheer des Norddeutschen Bundes. Oberbefehlshaber des deutschen Heeres war der deutsche Kaiser. Die Truppenkontingente der deutschen Bundesstaaten standen aufgrund von Militärkonventionen unter preußischem Kommando oder waren ins preußische Heer eingegliedert. Ausnahmen waren die Bayerische Armee, Sächsische Armee und Württembergische Armee. Die Königreiche Bayern, Sachsen und Württemberg hatten sich beim Beitritt zum Norddeutschen Bund sogenannte Reservatrechte ausgehandelt oder entsprechende Regelungen mit Preußen vereinbart.

Die drei Armeen standen im Frieden unter dem Befehl ihres jeweiligen Landesherrn. Ihre Verwaltung unterstand eigenen Kriegsministerien. Das sächsische und das württembergische Heer bildeten jeweils ein in sich geschlossenes Armeekorps innerhalb des deutschen Heeres. Das bayerische Heer stellte drei eigene Armeekorps und stand bei der Nummerierung der Truppenteile außerhalb der Zählung des restlichen Heeres. Die Kontingente der kleineren deutschen Staaten bildeten in der Regel geschlossene Verbände innerhalb des preußischen Heeres. Württemberg stellte zu Ausbildungszwecken Offiziere zum preußischen Heer ab. Neben Preußen mit der Preußischen Kriegsakademie verfügte lediglich Bayern noch über eine eigene Kriegsakademie, die Bayerische Kriegsakademie. Die Trennung nach Herkunftsstaaten wurde unter den Notwendigkeiten des Ersten Weltkrieges zwar gelockert, aber nicht aufgegeben.

Der Kaiser hatte auch im Frieden das Recht, die Präsenzstärke festzulegen, die Garnisonen zu bestimmen, Festungen anzulegen und für einheitliche Organisation und Formation, Bewaffnung und Kommando sowie Ausbildung der Mannschaften und Qualifikation der Offiziere zu sorgen. Das Militärbudget wurde durch die Parlamente der einzelnen Bundesstaaten festgelegt. Als Streitkräfte außerhalb des Heeres standen die Schutztruppen der deutschen Kolonien und Schutzgebiete und die Kaiserliche Marine einschließlich ihrer drei Seebataillone unter direktem Oberbefehl des Kaisers und der Verwaltung des Reichs. Die 1913 aufgestellten Luftstreitkräfte waren, abhängig von Verwendung bzw. Einsatzort, Teil des Heeres oder Teil der Marine. Nach der Niederlage im Ersten Weltkrieg diktierten die Siegermächte im Friedensvertrag von Versailles, dass Deutschland sein (bereits weitgehend demobilisiertes) Heer auf eine Friedensstärke von 100.000 Mann reduzieren musste. Aus den Resten der Streitkräfte und einigen Freikorps wurde die Reichswehr aufgestellt.

## Übersicht

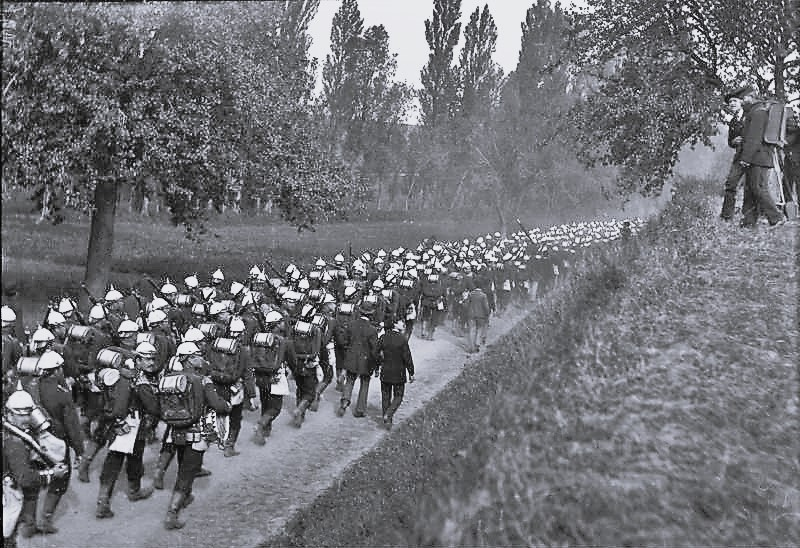
Kaisermanöver im Odenwald im Jahr 1888

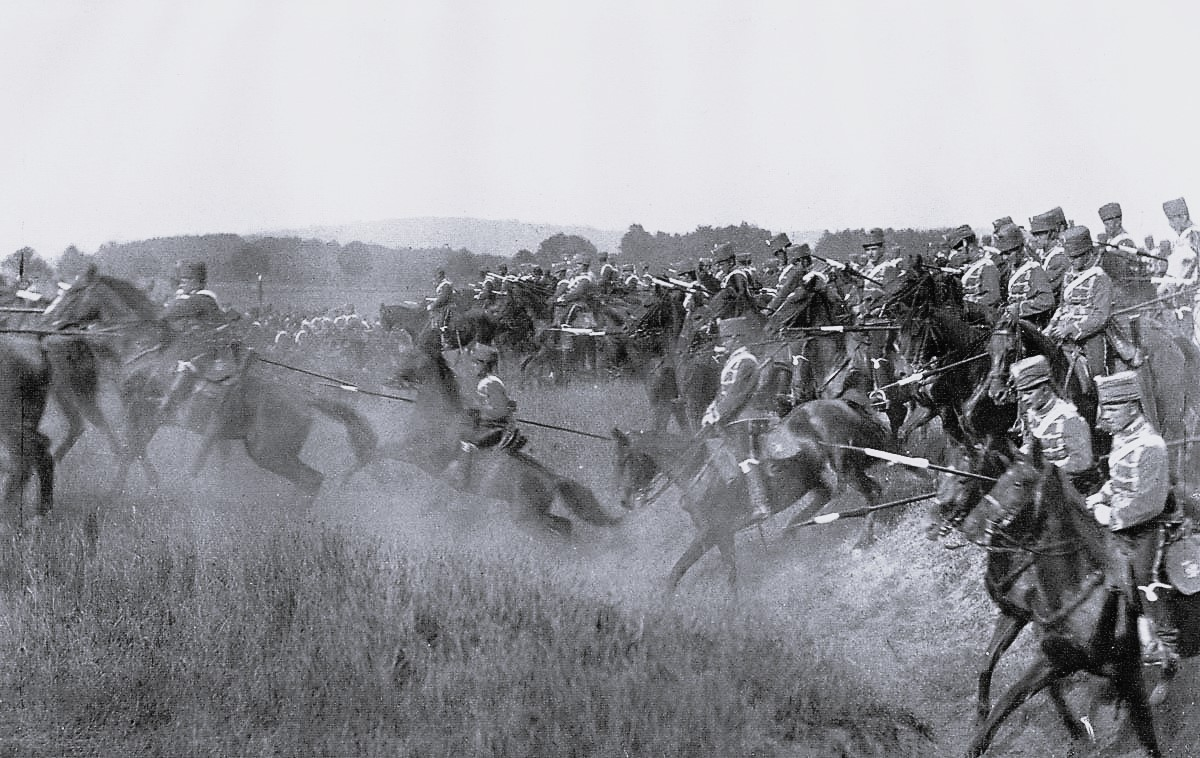
Husaren der Preußischen Armee bzw. des deutschen Heeres bei einem Manöver im Jahr 1912

Das Heer war zusammen mit der Marine dem Kaiser unterstellt. Eine parlamentarische Kontrolle erfolgte durch die Bewilligung der finanziellen Mittel durch den Reichstag. Die Grenzen der Kommandogewalt waren allerdings kaum definiert, eine wirksame Kontrolle durch das Parlament war schwierig. Unterhalb des „obersten Kriegsherren“ (des Kaisers) existierten mit dem Militärkabinett, dem preußischen Kriegsministerium und dem Generalstab drei Institutionen, die zeitweise untereinander um Kompetenzen stritten. Insbesondere der Generalstab versuchte – bereits unter Helmuth Karl Bernhard von Moltke und später Alfred von Waldersee –, Einfluss auch auf politische Entscheidungen zu nehmen. Dasselbe galt für Alfred von Tirpitz in Marinefragen.

Die enge Verbundenheit mit der Monarchie spiegelte sich im anfangs noch sehr stark adlig geprägten Offizierskorps wider. Auch später behielt der Adel eine starke Stellung, insbesondere in den höheren Rängen. Allerdings stieg mit der Vergrößerung der Armee und Flotte auch dort der bürgerliche Anteil immer mehr an. Die Vorbildfunktion des Adels sorgte neben der inneren Sozialisation im Militär dafür, dass sich das Selbstverständnis der bürgerlichen Gruppe kaum von dem der adligen Offiziere unterschied. Zwischen 1848 und den 1860er Jahren hatte die Gesellschaft das Militär eher mit Misstrauen betrachtet. Dies änderte sich nach den Siegen in den deutschen Einigungskriegen zwischen 1864 und 1871. Das Militär wurde zu einem Element des entstehenden Reichspatriotismus. Kritik am Militär galt als unziemlich.
Dennoch unterstützten die Parteien eine Vergrößerung der Armee nicht unbegrenzt. So erreichte die bewaffnete Macht erst 1890 mit einer Friedenspräsenzstärke von fast 490.000 Mann ihre von der Reichsverfassung vorgegebene Stärke von einem Prozent der Bevölkerung (Zum Vergleich: vor der Wiedervereinigung betrug der Anteil der Bundeswehr rund 0,9 Prozent, der der Bewaffneten Organe der DDR rund 1,5 Prozent der Bevölkerung. Heute liegt er im wiedervereinigten Deutschland bei nur noch 0,3 Prozent). In den folgenden Jahren wurden die Landstreitkräfte weiter verstärkt. Zwischen 1898 und 1911 forderte die kostspielige Flottenrüstung Einschränkungen beim Landheer. Bemerkenswert ist, dass sich in dieser Zeit der Generalstab selbst gegen einen Ausbau der Truppenstärke gewandt hatte, weil er eine Verstärkung des bürgerlichen zu Lasten des adligen Elements im Offizierskorps befürchtete.
In dieser Zeit entstand mit dem Schlieffen-Plan das Konzept für einen möglichen Zweifrontenkrieg gegen Frankreich und Russland unter Berücksichtigung einer Teilnahme Großbritanniens auf Seiten der Gegner. Nach 1911 wurde die Heeresrüstung intensiv vorangetrieben. Die für die Durchführung des Schlieffen-Planes notwendige Truppenstärke wurde dabei letztlich nicht erreicht. Das Heer gewann während des Kaiserreichs starkes gesellschaftliches Ansehen. Das Offizierskorps galt den tonangebenden Teilen der Bevölkerung als „Erster Stand im Staate“. Dessen Weltbild war dabei geprägt von der Treue zur Monarchie und der Verteidigung der Königsrechte, es war konservativ, antisozialistisch und grundsätzlich antiparlamentarisch geprägt. Der militärische Verhaltens- und Ehrenkodex wirkte weit in die Gesellschaft hinein. Auch für viele Bürger wurde der Status eines Reserveoffiziers nunmehr zu einem erstrebenswerten Ziel.
Von Bedeutung war das Militär zweifellos auch für die innere Nationsbildung. Der gemeinsame Dienst verbesserte etwa die Integration der katholischen Bevölkerung in das mehrheitlich protestantische Reich. Selbst die Arbeiter blieben gegenüber der Ausstrahlung des Militärs nicht immun. Dabei spielte der lange Wehrdienst von zwei bzw. drei Jahren bei der sogenannten „Schule der Nation“, als welche man die Armee zu sehen begann, eine prägende Rolle. Überall im Reich wurden die neuen Kriegervereine zu Trägern militärischer Wertvorstellungen bzw. einer militaristisch geprägten Weltsicht. Welche Breitenwirkung diese Gruppen entfalteten, zeigt die Mitgliederzahl von 2,9 Millionen im Kyffhäuserbund 1913. Der Bund war damit die stärkste Massenorganisation des Reiches. Die vom Staat geförderten Vereine sollten eine militärfromme, nationale und monarchische Gesinnung pflegen und die Mitglieder gegenüber der Sozialdemokratie immunisieren.

## Geschichte
Das Deutsche Reich war der 1870 reformierte Norddeutsche Bund. Dessen Verfassung brachte die Vereinheitlichung der Streitkräfte durch Eingliederung der Truppen der kleineren Bündnisstaaten in die preußische Armee. Lediglich das Königreich Sachsen hatte sich beim Beitritt zum Norddeutschen Bund Sonderrechte für seine Armee vorbehalten können. Während des Krieges gegen Frankreich 1870/71 traten auch die süddeutschen Staaten, also die Großherzogtümer Baden und Hessen, sowie die Königreiche Bayern und Württemberg, dem Norddeutschen Bund bei.

Die Königreiche Württemberg und Bayern behielten sich aber einige Reservatrechte vor, zu denen auch die Beibehaltung einer eigenen Heeresorganisation gehörte. Erst im Bündnisfall, also im Krieg, erfolgte die Unterstellung der bayerischen Truppen, während die württembergischen und sächsischen Truppen schon im Frieden dem Großen Generalstab unterstellt waren. Die Verwaltung der württembergischen und sächsischen Truppen erfolgte jedoch von Kriegsministerien in Stuttgart und Dresden aus. Dieses Nebeneinander war zu Beginn des Ersten Weltkrieges Ursache für organisatorische Schwierigkeiten, da die Kriegsministerien in Berlin, Stuttgart, München und Dresden ihr Beschaffungswesen nicht koordiniert hatten und die Ausrüstung der einzelnen Armeen teilweise erheblich voneinander abwich. Deshalb wurde am 22. Dezember 1917 der Normenausschuss der deutschen Industrie gegründet (seit 1975 Deutsches Institut für Normung (DIN); die von ihm erarbeiteten Normen heißen DIN-Norm).

## Rechtliche Grundlagen
Die Grundzüge für die Stärke und Organisation des Deutschen Heeres waren insbesondere festgelegt durch:
1. die Reichsverfassung vom 16. April 1871[4]
2. den Bündnisvertrag zwischen dem Norddeutschen Bund und Bayern vom 23. November 1870[5]
3. die Militärkonvention zwischen dem Norddeutschen Bund und Württemberg vom 21./25. November 1870[6]
4. die Konventionen zwischen Preußen und Sachsen vom 7. Februar 1867
5. die Konventionen zwischen Preußen und den sonstigen Bundesstaaten
6. das Reichsmilitärgesetz vom 2. Mai 1874[7]
7. die Gesetze betreffend die Friedenspräsenzstärke des deutschen Heeres.[8]

## Führungsprinzipien

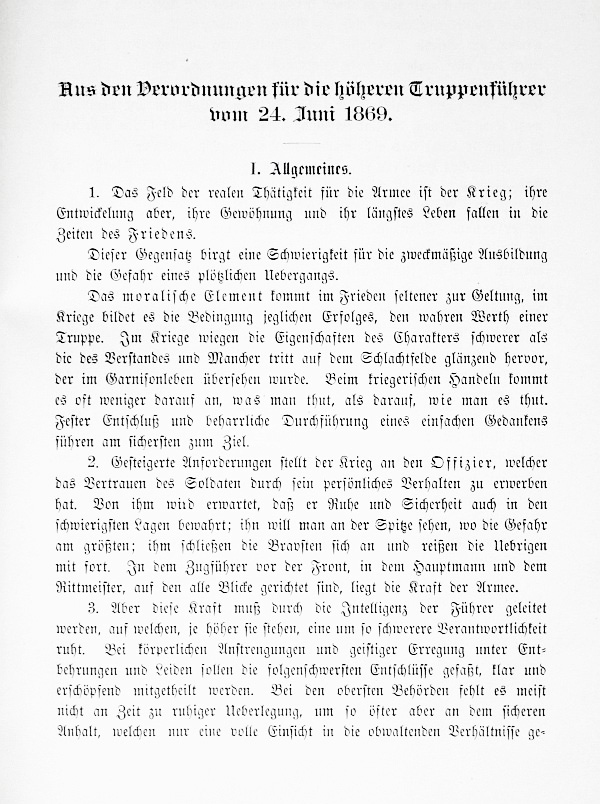
Erste Seite Aus den Verordnungen für die höheren Truppenführer vom 24. Juni 1869 von Helmuth von Moltke

Der israelische Militärhistoriker Martin van Creveld bemerkte hierzu in seinem Buch Kampfkraft: „Im Gegensatz zu den weitverbreiteten Klischees vom ‚Kadavergehorsam‘ und der ‚preußischen Disziplin‘ hatte das deutsche Heer spätestens seit der Zeit des älteren Moltke immer die entscheidende Bedeutung der Eigeninitiative und Eigenverantwortlichkeit, selbst auf der untersten Ebene, betont“. Bereits seit Friedrich II. wurden die Offiziere konsequent zu selbständigem Handeln erzogen. Ein Ausspruch Friedrichs II. hierzu:
„Ich habe ihn zum General gemacht, damit er weiß, wann er ungehorsam sein muß.“
Als Beispiel für die Auslegung preußischen Gehorsams kann eine Begebenheit aus der Schlacht von Zorndorf herangezogen werden. Friedrich Wilhelm von Seydlitz verweigerte mehrmals den Befehl des Königs, mit seinen Kavallerieeinheiten in die Schlacht einzugreifen, obwohl ihm gedroht wurde „er hafte mit seinem Kopf für den Ausgang der Schlacht“. Seydlitz griff erst dann an, als er durch einen Angriff in die Flanke die maximale Wirkung erzielen konnte. Dies trug zum siegreichen Ausgang der Schlacht maßgeblich bei. Seydlitz gehorchte dem Befehl seines Königs nicht dem Wort nach, sondern nach dem Sinn.

Eine beschleunigte Entwicklung setzte in Preußen ab 1806 ein, ab 1888 wurde die Auftragstaktik mit dem „Exerzierreglement für die Infanterie“ verbindlich für die preußische Armee und wurde durch die anderen deutschen Armeen übernommen und später durch die Reichswehr weiter ausgebaut. Weitere Elemente waren die Grundsätze wie beispielsweise des „Führens von vorne“. Auch hier war eine große Selbständigkeit und Verantwortungsbewußtsein der Soldaten Voraussetzung. Der höheren Flexibilität und Reaktionsmöglichkeiten standen hier die Gefahr des Abgeschnittenwerdens des Führers und die hohe Zahl von Offiziersverlusten gegenüber. Trotz dieses Risikos war es ein fester Grundsatz im deutschen Heer.

Ein weiterer Grundsatz aus dem Exerzierreglement von 1888: „Unterlassen belastet schwerer als ein Fehlgreifen in der Wahl der Mittel“. Dahinter verbarg sich die Erkenntnis, dass zögerliches und abwartendes Verhalten im Zweifel immer schlimmer sind als ein, vielleicht auch nicht optimales, Handeln. Die preußischen bzw. deutschen Soldaten wurden dazu erzogen, mit allen Mitteln die Initiative zu behalten. Eine englische Studie nach dem Deutsch-Französischen Krieg urteilte wie folgt: „Nirgends werden Unabhängigkeit des Urteils und Freiheit des Wollens, vom Kommandierenden General bis zum Unteroffizier, so gepflegt und gefördert wie in der deutschen Armee“. Verantwortungsfreude galt als wichtigste Führereigenschaft in der preußischen bzw. deutschen Armee, verpönt war das Abschieben von Verantwortung.

Der SPD-Abgeordnete im württembergischen Landtag Hermann Mattutat schrieb 1914 in den Sozialistischen Monatsheften: „Die heutige Art der Kriegführung unterscheidet sich ganz gewaltig von derjenigen früherer Zeiten. Vor allem werden an die Persönlichkeit der Offiziere wie der Soldaten ganz beträchtliche Anforderungen gestellt. Ein Kadavergehorsam würde vollständig versagen, da er ohne fortgesetzte Antreiberei und Beaufsichtigung zu keinerlei aktiven Handlungen befähigt. Stattdessen werden heute von den Soldaten verlangt: Ausdauer, Selbständigkeit, gutes Orientierungsvermögen, schnelles Anpassen an die jeweilige Lage […] sowie weitgehende Initiative auch ohne Führung. Alles das sind Eigenschaften, die nur auf Grund einer sorgfältigen geistigen und körperlichen Ausbildung erworben werden können.“

Derartige Führungsprinzipien hatten ihren Anteil an der evidenten operativen Überlegenheit der preußisch-deutschen Armeen des späten 19. und frühen 20. Jahrhunderts. Die Bundeswehr und andere Streitkräfte werden bis heute nach diesem Beispiel geführt. Moderne Managementmethoden wie das Führen mit Zielen durch Treffen von Zielvereinbarungen sind auf diesen Grundsätzen aufgebaut.

## Gliederung

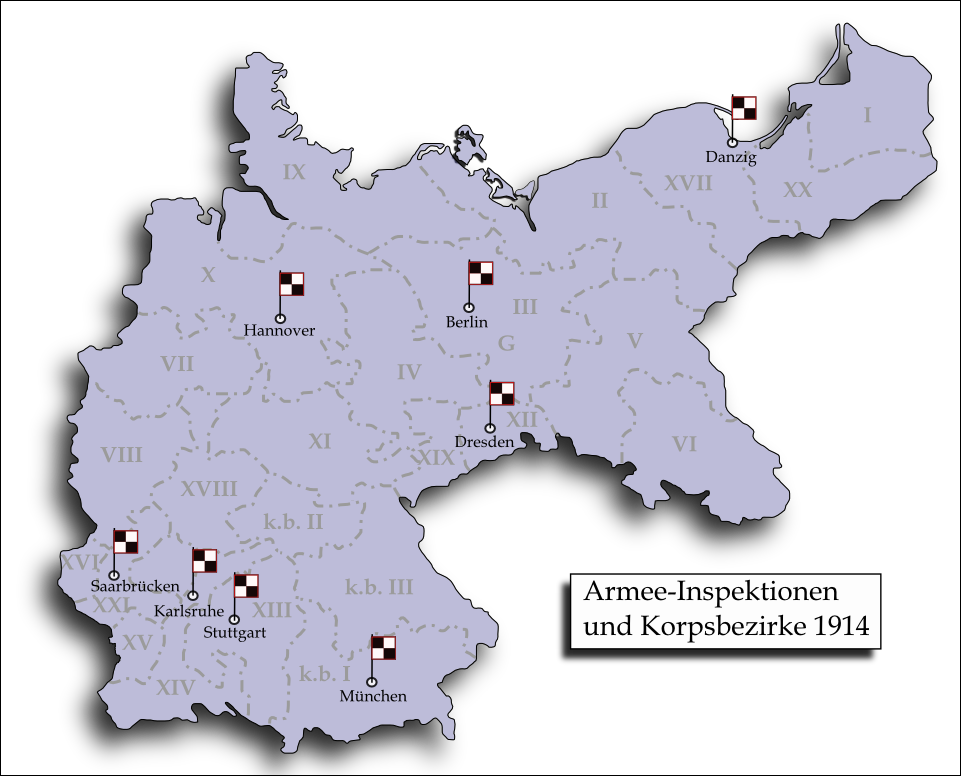
Standorte der Armee-Inspektionen 1914

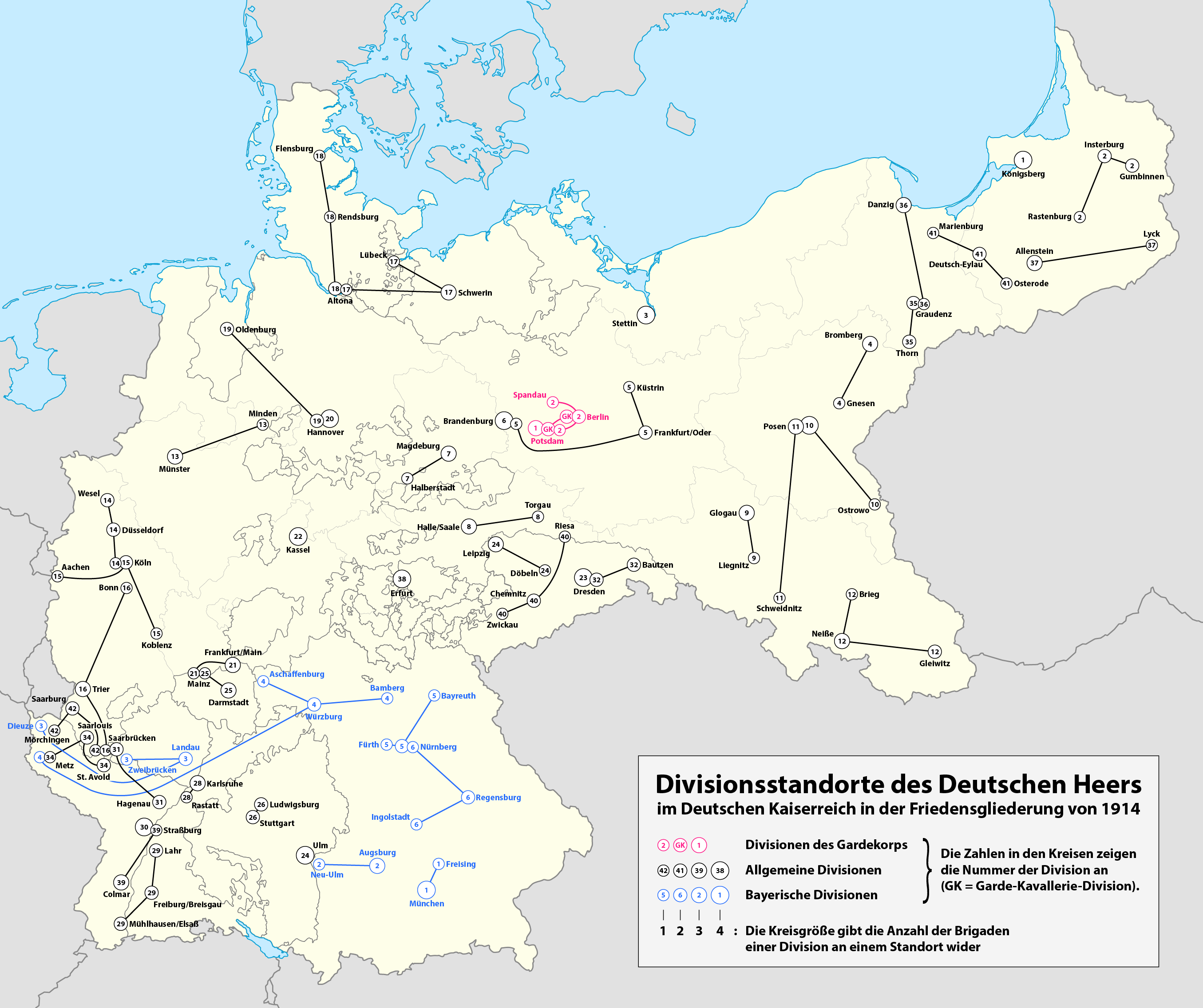
Divisionsstandorte

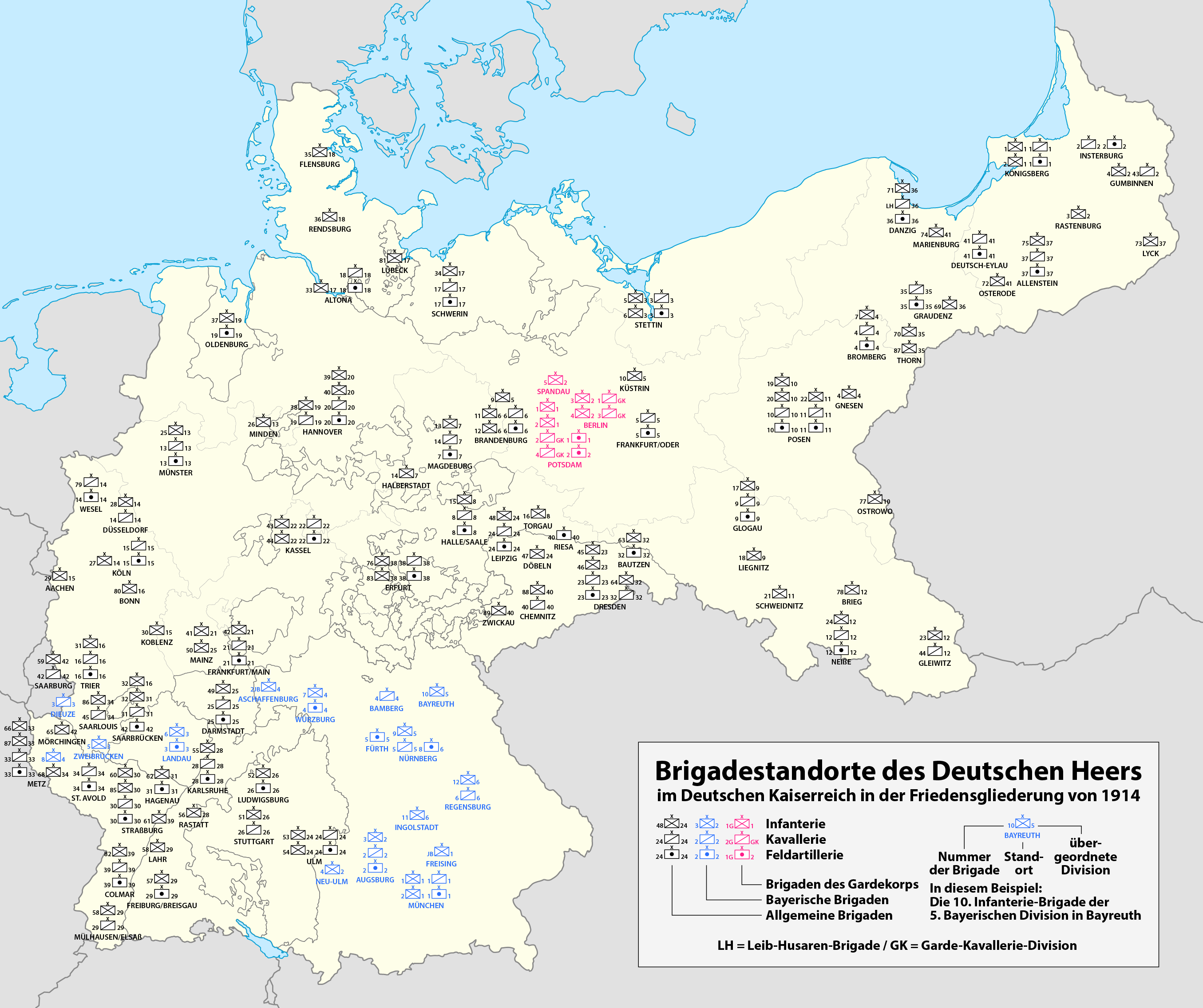
Brigadestandorte

In Friedenszeiten war die höchste Führungs-, Ausbildungs- und Verwaltungsebene das Armee-Korps. Die Überwachung aller Maßnahmen der Armee-Korps oblag den Armee-Inspizienten, die in Vertretung des Obersten Kriegsherrn ausschließlich Inspektionsrecht bis in die unterste Ebene, aber keinerlei Führungsaufgaben hatten. Insbesondere bei den jährlichen Manövern traten die Armee-Inspizienten in Erscheinung. Dafür wurde das Heer in Armee-Inspektionen mit zugeteilten Armee-Korps gegliedert. Ursprünglich waren fünf Inspektionen, 1914 dann acht Inspektionen vorhanden. Im Kriegsfall wurden diese Inspektionen in Armeen umgegliedert. Der Stab bestand aus dem Armee-Inspizienten, einem Generalstabsoffizier sowie gegebenenfalls aus einem Adjutanten und einem weiteren Offizier; der Sitz war am jeweiligen Wohnort des Armee-Inspizienten. Daneben existierten noch die General-Inspektionen und Inspektionen der Waffengattungen. Sie hatten sich um waffengattungsspezifische Angelegenheiten (Ausrüstung, Remontierung etc.) zu kümmern.
| Inspektion                     | Standort                                   | inspizierte Armeekorps |
| ------------------------------ | ------------------------------------------ | --- |
| I. Armee-Inspektion            | Hannover, ab 1900 Berlin, ab 1914 Danzig   | 1871: I. Armee-Korps, II. Armee-Korps, IX. Armee-Korps, X. Armee-Korps ab 1906: I. Armee-Korps, II. Armee-Korps, IX. Armee-Korps, X. Armee-Korps, XVII. Armee-Korps ab 1914: I. Armee-Korps, XVII. Armee-Korps, XX. Armee-Korps |
| II. Armee-Inspektion           | Dresden, ab 1906 Meiningen, ab 1914 Berlin | 1871: V. Armee-Korps, VI. Armee-Korps, XII. Armee-Korps ab 1906: V. Armee-Korps, VI. Armee-Korps, XII. Armee-Korps, XIX.Armee-Korps ab 1914: Garde-Korps, XII. (1. Kgl. Sächsisches) Armee-Korps, XIX. (2. Kgl. Sächsisches) Armee-Korps |
| III. Armee-Inspektion          | Darmstadt, ab 1906 Hannover                | 1871: VII. Armee-Korps, VIII. Armee-Korps, XI. Armee-Korps ab 1906: VII. Armee-Korps, VIII. Armee-Korps, XI. Armee-Korps, XIII. Armee-Korps, XVIII. Armee-Korps ab 1914: VII. Armee-Korps, IX. Armee-Korps, X. Armee-Korps |
| IV. Armee-Inspektion           | Berlin, ab 1906 München                    | 1871: III. Armee-Korps, IV. Armee-Korps zugeteilt I. Bayerisches Armee-Korps, II. Bayerisches Armee-Korps ab 1906: III. Armee-Korps, IV. Armee-Korps zugeteilt I. Bayerisches Armee-Korps, II. Bayerisches Armee-Korps ab 1914: III. Armee-Korps zugeteilt I. Bayerisches Armee-Korps, II. Bayerisches Armee-Korps, III. Bayerisches Armee-Korps |
| V. Armee-Inspektion            | Karlsruhe                                  | 1871: XIV. Armee-Korps, XV. Armee-Korps ab 1906: XIV. Armee-Korps, XV. Armee-Korps, XVI. Armee-Korps ab 1914: VIII. Armee-Korps, XIV. Armee-Korps, XV. Armee-Korps |
| ab 1908 VI. Armee-Inspektion   | Stuttgart                                  | IV. Armee-Korps, XI.Armee-Korps, XIII. (Kgl. Württembergisches) Armee-Korps |
| ab 1913 VII. Armee-Inspektion  | Saarbrücken                                | XVI. Armee-Korps, XVIII. Armee-Korps, XXI. Armee-Korps |
| ab 1914 VIII. Armee-Inspektion | Berlin                                     | II. Armee-Korps, V. Armee-Korps, VI. Armee-Korps |

Daneben bestand ab 1898 die Generalinspektion der Kavallerie, der die Kavalleriebrigaden der Divisionen jedoch nicht unterstellt waren.
| Inspektion                       | Standort                        |
| -------------------------------- | ------------------------------- |
| Generalinspektion der Kavallerie | Berlin                          |
| 1. Kavallerie-Inspektion         | Königsberg                      |
| 2. Kavallerie-Inspektion         | Stettin                         |
| 3. Kavallerie-Inspektion         | Münster                         |
| 4. Kavallerie-Inspektion         | Saarbrücken, 1900/02 in Potsdam |

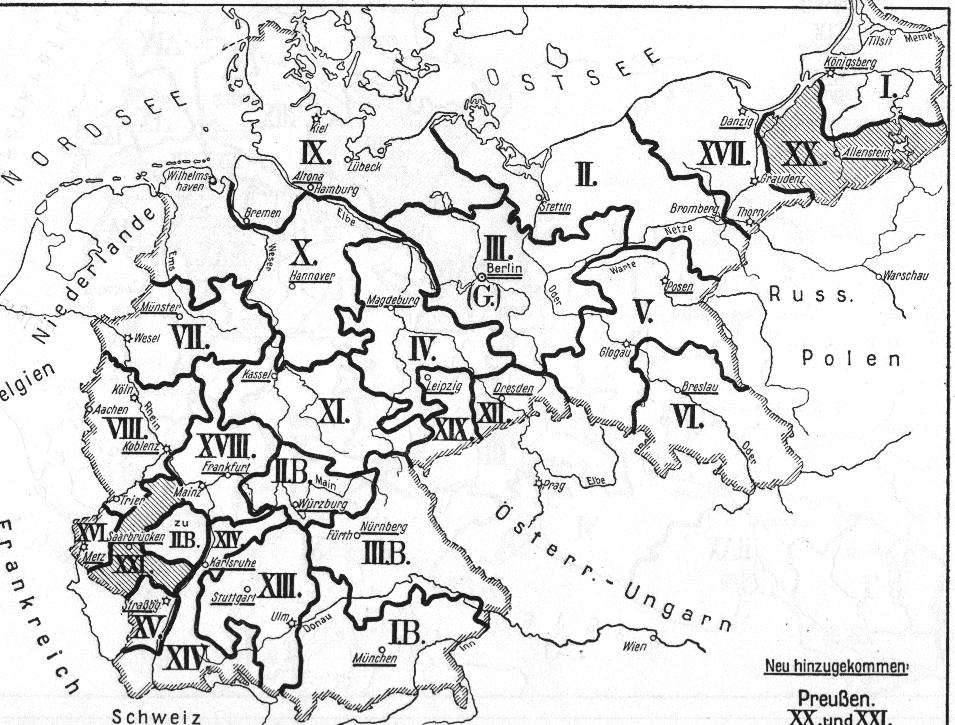
Deutsche Korpsbereiche 1914

Den 25 Armeekorps, davon drei bayerische mit separater Nummerierung, zwei sächsische und ein württembergisches, unterstanden in der Regel zwei Divisionen. Die Gesamtstärke eines Armeekorps betrug 1554 Offiziere, 43.317 Mann, 16.934 Pferde und 2933 Fahrzeuge. Die Divisionen umfassten in der Regel zwei Infanteriebrigaden zu je zwei Regimentern, eine Kavalleriebrigade zu zwei Kavallerie-Regimentern und eine Feldartilleriebrigade zu zwei Regimentern. Ein Infanterie-Regiment bestand normalerweise aus drei Bataillonen zu je vier Kompanien, pro Regiment also zwölf Kompanien. Die Aufrüstung der Jahre 1912/1913 brachte für nahezu alle Regimenter die Aufstellung einer 13. (Maschinengewehr-)Kompanie.
Ein Kavallerie-Regiment bestand aus fünf Eskadronen, in Bayern zum Teil nur aus vier Eskadronen. Daneben standen einem Armeekorps als Korpstruppen ein bis zwei Fußartillerieregimenter, ein Jägerbataillon, ein bis zwei Pionierbataillone, ein Trainbataillon sowie teilweise verschiedene weitere Verbände, wie beispielsweise ein Telegraphenbataillon, ein bis zwei Feldpionierkompanien, ein bis zwei Sanitätskompanien, Eisenbahnkompanien usw. zur Verfügung.
Ein Infanterieregiment hatte 1900 eine Friedensstärke von 69 Offizieren, 6 Ärzten, 1977 Unteroffizieren und Mannschaften sowie 6 Militärbeamten, insgesamt also 2058 Mann. Ein Kavallerieregiment kam auf 760 Mann und 702 Dienstpferde. Diese Stärke galt für Regimenter mit hohem Etat. Regimenter mit mittlerem oder niedrigerem Etat hatten eine geringere Stärke. Eine Infanteriekompanie mit hohem Etat hatte 5 Offiziere und 159 Unteroffiziere und Mannschaften, mit niedrigerem Etat 4 Offiziere und 141 Unteroffiziere und Mannschaften. Bei der Kavallerie bestanden im Frieden keine Korps, nur eine Division, die Garde-Kavallerie-Division. Bei der Mobilmachung zum Ersten Weltkrieg wurde die Kavallerie aufgeteilt in Heereskavallerie und Divisionskavallerie. Das Reichsheer umfasste 1914:
Stäbe
- 25 Generalkommandos
- 50 Infanteriedivisionen und 1 Kavalleriedivision
- 25 Landwehrinspektionen
- 106 Infanterie-, 55 Kavallerie-, 50 Feldartillerie-, 7 Fußartillerie- und 2 Eisenbahn-Brigaden

Infanterie
- 651 Infanteriebataillone in 217 Regimentern zu je drei Bataillonen
- 18 Jäger- und Schützenbataillone
- 233 MG-Kompanien, je eine für jedes Infanterieregiment und für 16 Jägerbataillone
- 11 MG-Abteilungen für die bei Mobilisierung zu bildenden Kavalleriedivisionen
- 15 Festungs-MG-Abteilungen
- 9 Unteroffiziersschulen, 1 Lehr-Infanteriebataillon, 1 Infanterie-Schießschule, 1 Gewehr-Prüfungskommission

Kavallerie
- 547 Kavallerieeskadrons in 107 Regimentern zu je fünf und 3 Regimentern zu je vier Eskadrons

Feldartillerie
- 600 fahrende und 33 reitende Feldartilleriebatterien in 100 Regimentern zu je zwei oder drei Abteilungen
- Feldartillerie-Schießschule mit Feldartillerie-Lehrregiment zu 3 Abteilungen zu je 3 Batterien

Fußartillerie
- 190 Fußartilleriebatterien in 24 Regimentern zu je zwei Bataillonen
- 30 Bespannungsabteilungen der Fußartillerie
- Fußartillerieschießschule mit Fußartillerie-Lehrregiment zu 2 Bataillonen, jedes Bataillon zu 4 Batterien und einer Bespannungsabt.

Pioniere
- 35 Pionierbataillone mit 26 Scheinwerferzügen
- 9 Kommandos der Pioniere für je zwei unterstellte Pionierbataillone

Verkehrstruppen
- 8 Eisenbahnbataillone, 6 davon in 3 Regimentern zu je zwei Bataillonen, 2 selbstständig
- 9 Telegrafenbataillone
- 8 Festungs-Fernsprechkompanien
- 5 Luftschifferbataillone
- 5 Fliegerbataillone
- 1 Kraftfahrbataillon
- 1 (bayerisches) Luft- und Kraftfahrbataillon

Train
- 25 Trainabteilungen zu je 4 Kompagnien

außerdem
- 317 Bezirkskommandos

Entwicklung der Mannstärke des deutschen Heeres zu ausgewählten Zeitpunkten:
| Jahr     | 1875    | 1888    | 1891    | 1893    | 1899    | 1902    | 1906    | 1908    | 1911    | 1913    | 1914    |
| -------- | ------- | ------- | ------- | ------- | ------- | ------- | ------- | ------- | ------- | ------- | ------- |
| Soldaten | 420.000 | 487.000 | 507.000 | 580.000 | 591.000 | 605.000 | 610.000 | 613.000 | 617.000 | 663.000 | 794.000 |

## Truppengattungen
1870 gab es noch die bisherigen klassischen Truppengattungen Infanterie, Kavallerie und Artillerie, Pioniere, Train. In der Folgezeit entstanden neue Waffengattungen: 1872 wurde die Artillerie in Feldartillerie und Fußartillerie geteilt, 1875 wurde aus der Pioniertruppe das Eisenbahnregiment, 1884 die Luftschiffertruppe, 1899 die Telegraphentruppe gegründet, die schließlich zusammen mit dem neu gegründeten Kraftfahrbataillon und den Fliegerbataillonen zu den „Verkehrstruppen“ als eigene Waffengattung zusammengeschlossen wurden.

## Bewaffnung und Ausrüstung

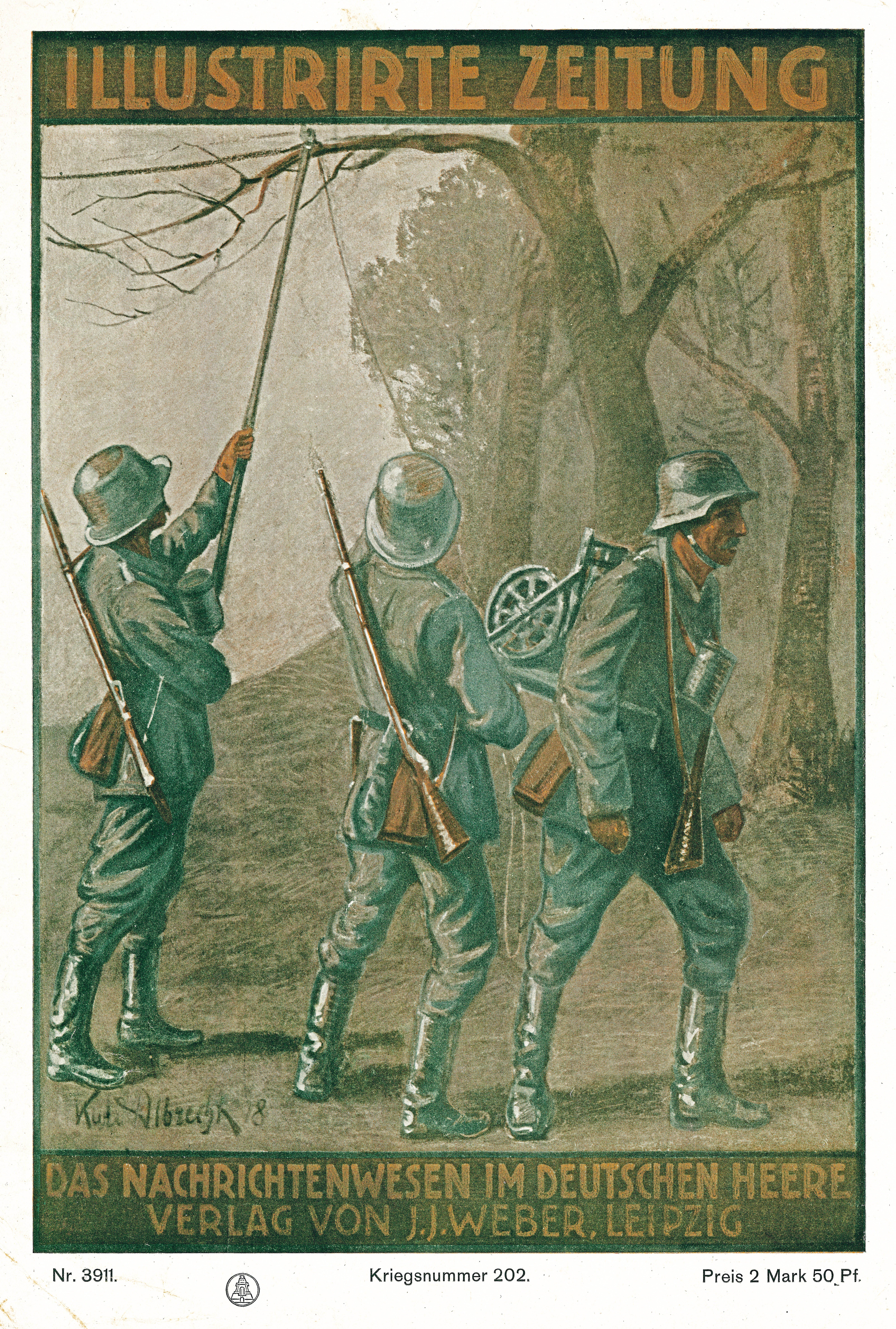
„Das Nachrichtenwesen im Deutschen Heere“, Titel der Illustrirten Zeitung von 1918, signiert Karl Albrecht 18;
Nr. 3911 vom 13. Juni 1918, Kriegsnummer 202

Die Bewaffnung der Infanterie bestand aus dem Gewehr 88, später Gewehr 98, beide für die Patrone 7,92 × 57 mm; das Gewehr 88 bewährte sich nicht und wurde relativ schnell durch die leistungsfähigere Konstruktion des Gewehrs 98 ersetzt, dessen Nachfolger in der Karabiner-Version als Hauptordonnanzwaffe Karabiner 98k im Zweiten Weltkrieg geführt wurde, und dem Seitengewehr. Portepee-Unteroffiziere hatten den sogenannten Reichsrevolver und das Offizier-Seitengewehr. Jäger trugen statt des Seitengewehres einen Hirschfänger. Hintergelagerte und spezialisierte Truppenteile zu Fuß wurden erst mit einer verkürzten Versionen des Gewehr 88 ausgerüstet, dies war das Gewehr 91. Später wurde dieses durch eine verkürzte Versionen des Gewehr 98 ersetzte, dem Karabiner 98 Artillerie. Um eine einheitliche kurze Waffe für berittene und unberittene Truppen zu schaffen, wurde mit dem Karabiner 98A ein Einheitskarabiner geschaffen. Da der Karabiner 98A wegen seines kurzen Laufes ein enormes Mündungsfeuer erzeugte, wurde mit dem Karabiner 98AZ eine verlängerte Version geschaffen. Der Kar98AZ wurde vor allem bei den Sturmtruppen im Ersten Weltkrieg verwendet und später in der Reichswehr in Karabiner 98a (klein a) umbenannt.

Bei der Kavallerie gab es statt des Gewehres den Karabiner 88 bzw. Karabiner 98 Kavallerie und Degen, Portepee-Unteroffiziere trugen stattdessen den Offizierssäbel. Dazu wurde auch noch die Lanze geführt. Der Karabiner 88 war eine gekürzte Version des Gewehr 88 und erhielt, aufgrund seines Ganzschaftes den Namen Kommissionsstutzen. Wegen der Probleme des 88-Systems wurde mit dem Karabiner 98 Kavallerie eine Karabinerversion des Gewehr 98 eingeführt. Später wurde mit dem Karabiner 98A eine einheitliche kurze Version für Infanterie und Kavallerie geschaffen.

## Uniform
Zwar wurden die unterschiedlichen Kontingente des Heeres nach der Reichsgründung sukzessive nach einheitlichen Vorgaben ausgestattet, doch folgte man bei Kopfbedeckung sowie Farbgebung und Schnitt dem Grundsatz der Vielfalt in der Einheitlichkeit. Unterscheidungsmerkmale waren:
- Abzeichenfarbe und Knopffarbe (nach dieser richtete sich in der Regel auch die Farbe der Tressen, Litzen, Helmbeschläge)
- Achselklappen (Mannschaften und Unteroffiziere), Schulterstücke (Offiziere) und Epauletten
- Form und Beschläge der Helme
- Kokarden
- Ärmelaufschläge

Beispiele Mannschaften, Unteroffiziere und Offiziere:

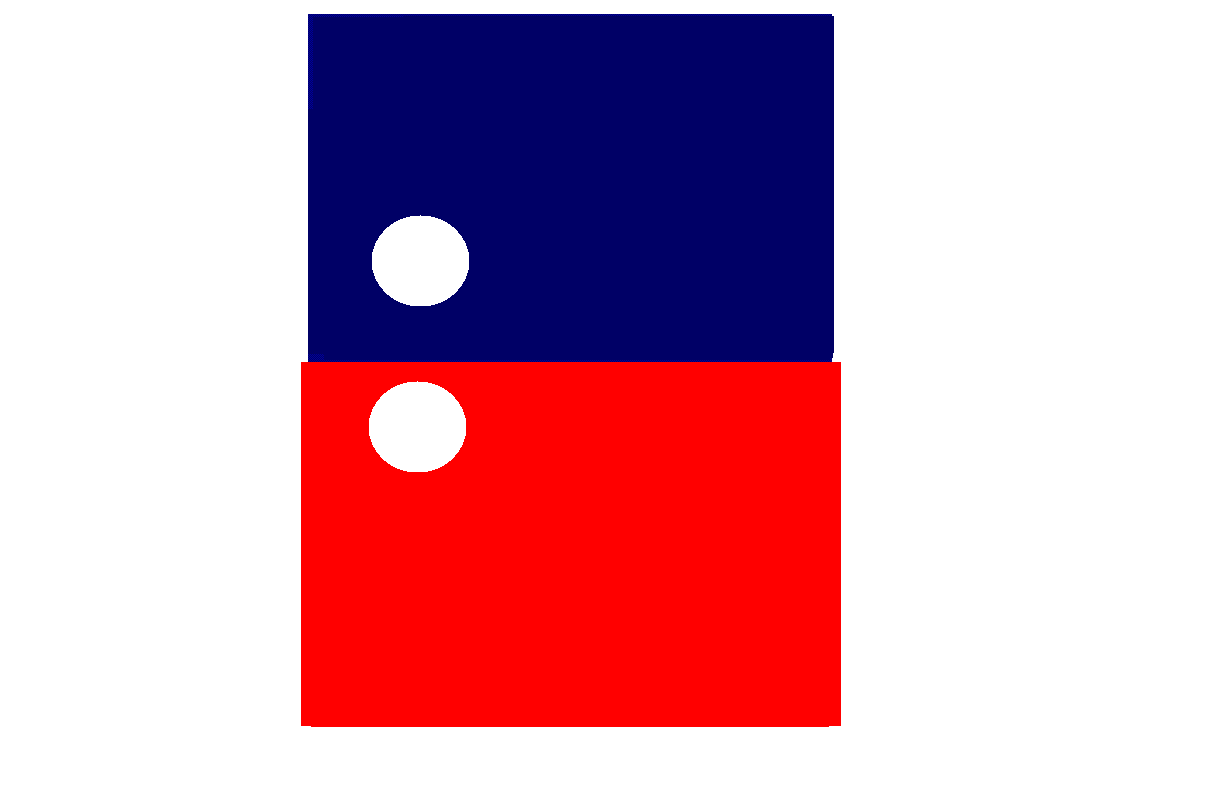
Deutsche Aufschläge (nur in Sachsen)
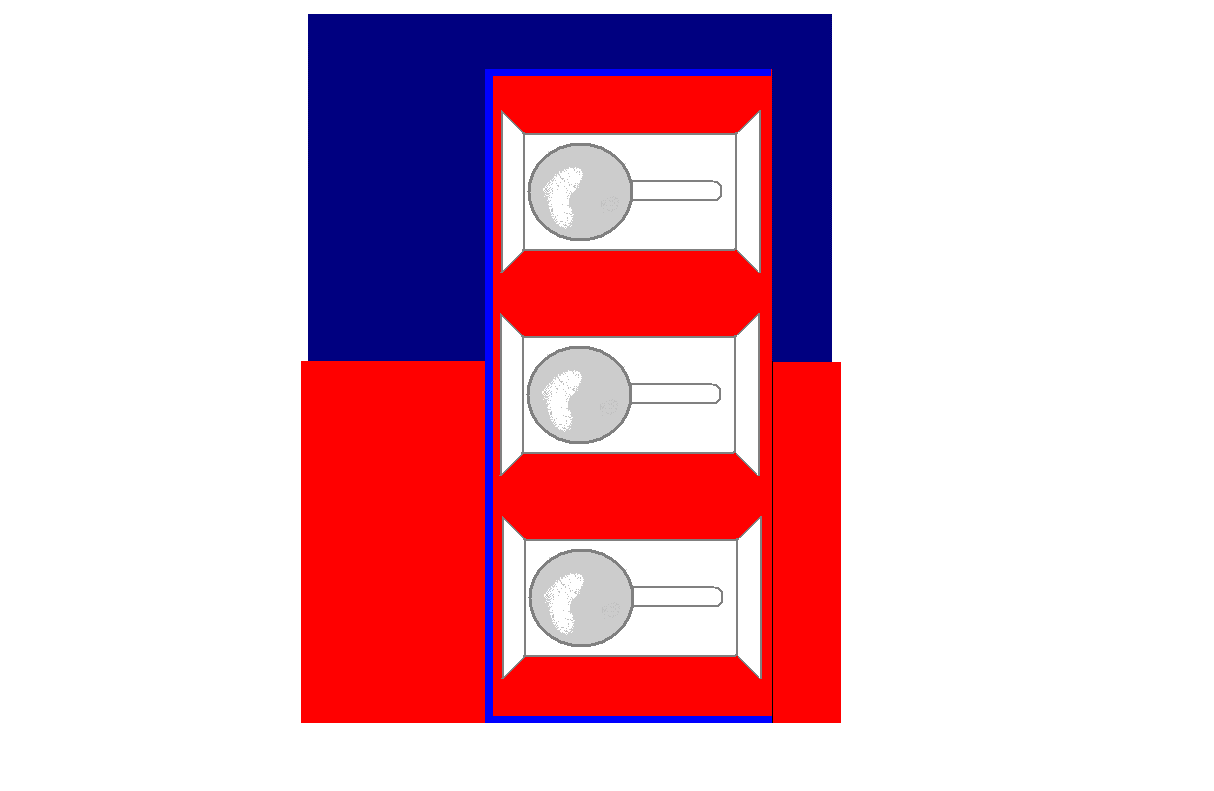
Brandenburgische Aufschläge, Garde, Mannschaften
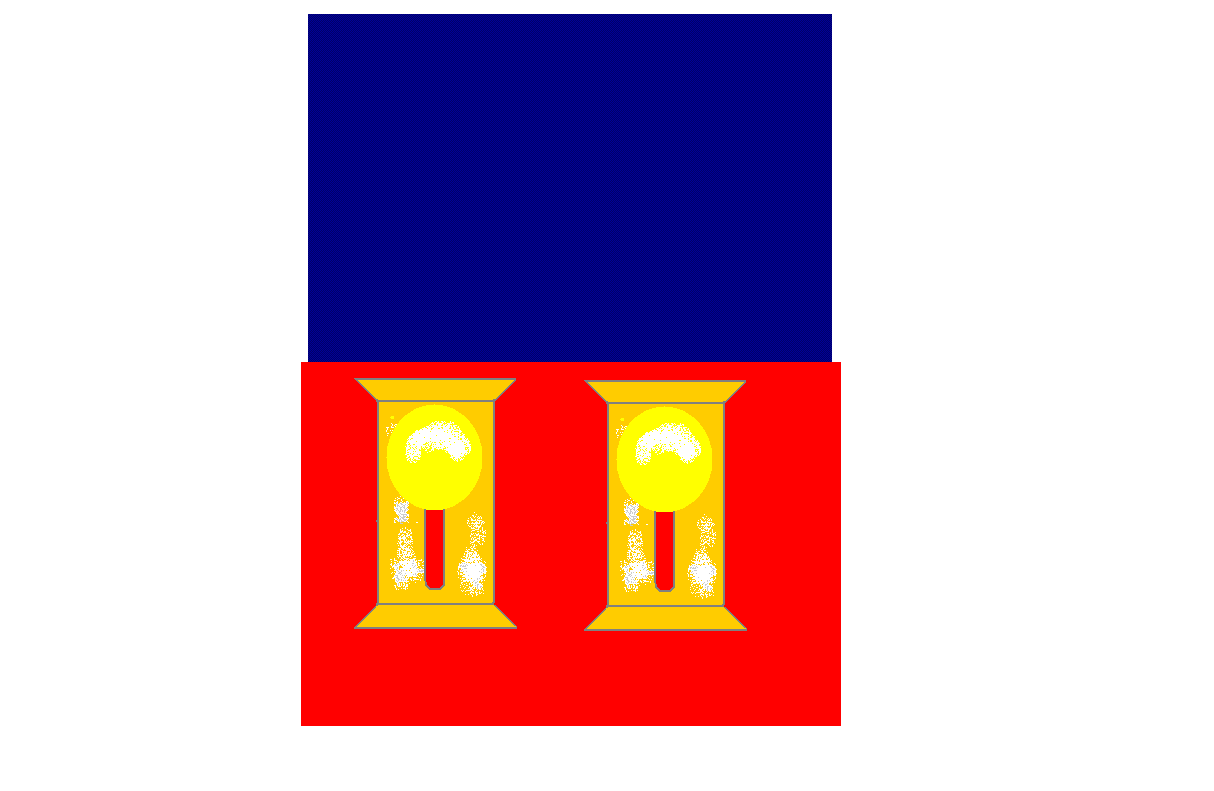
Schwedische Aufschläge, Garde, Mannschaften
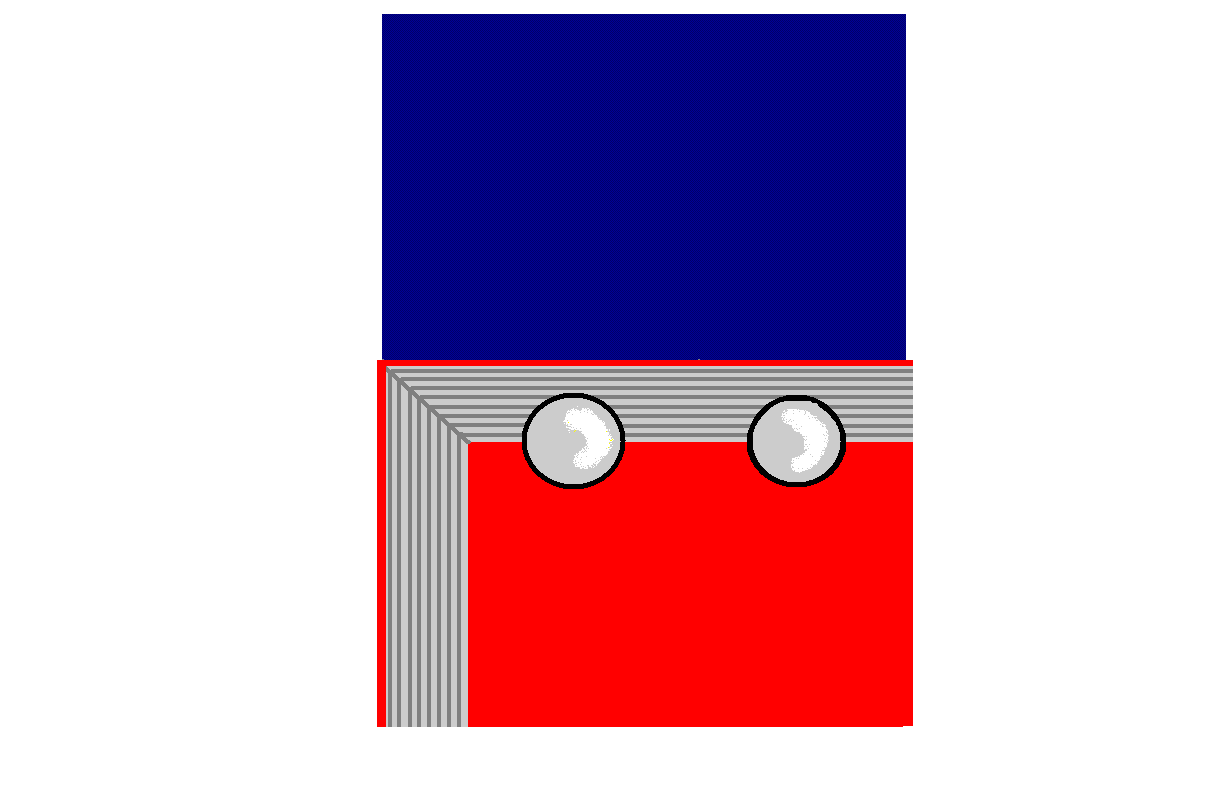
Schwedische Aufschläge mit weißen Knöpfen, Ärmellitzen Unteroffiziere
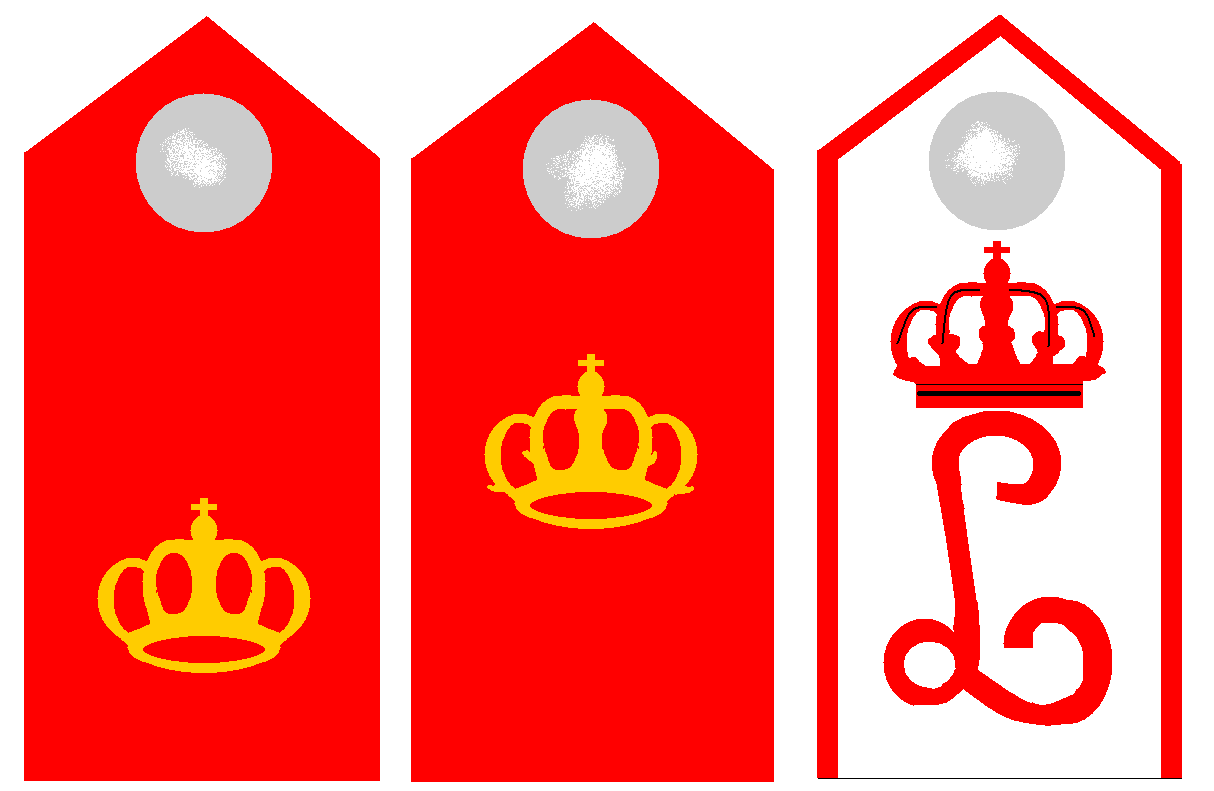
Achselklappen Leib-Drag.Rgt Nr. 20 Bay.Inf.-Leib-Rgt Kürassier Rgt Nr. 2 Mannschaften
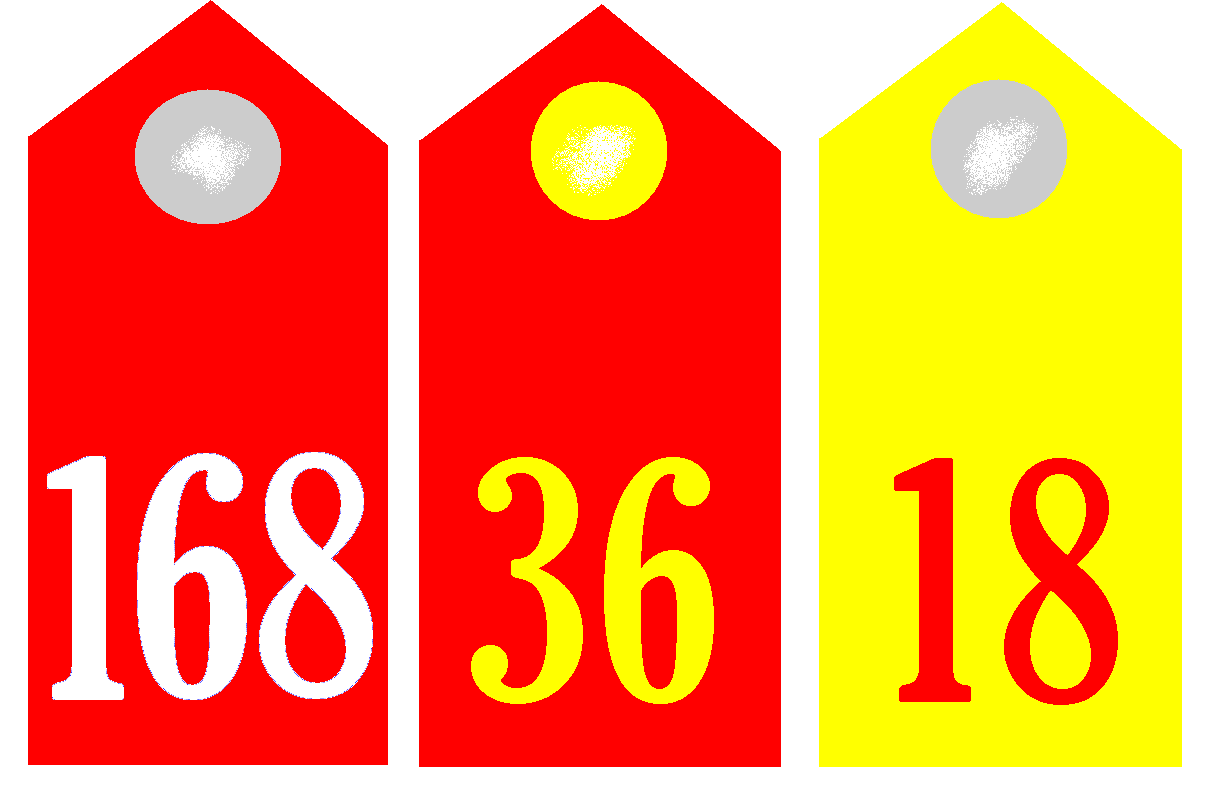
Achselklappen InfRgt Nr. 168 Füsilier Rgt Nr. 36 InfRgt Nr. 18 Mannschaften
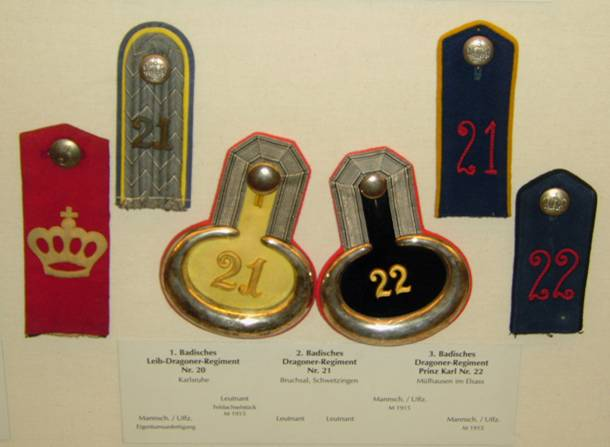
v. l. n. r.: Achselklappe, Schulterstück, 2 Epauletten, Achselklappenletten Großherzogl. Badische Dragoner-Regimenter Nr. 21–22
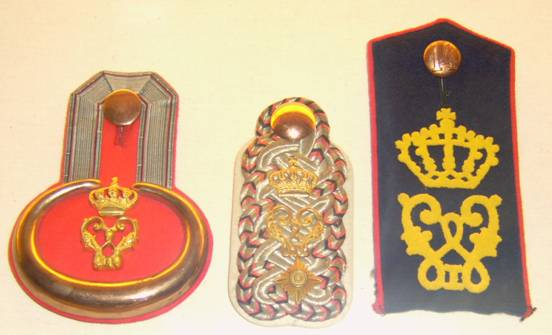
Epaulette, Schulterstück, Achselklappe Infanterieregiment König Wilhelm I. (6. württembergisches) Nr. 124

- Achselklappen
Leib-Drag.Rgt Nr. 20
Bay.Inf.-Leib-Rgt
Kürassier Rgt Nr. 2 
 Mannschaften
- Achselklappen
InfRgt Nr. 168[A 1]
 Füsilier Rgt Nr. 36
 InfRgt Nr. 18 
 Mannschaften
- v. l. n. r.: Achselklappe, Schulterstück, 2 Epauletten, Achselklappenletten
Großherzogl. Badische Dragoner-Regimenter Nr. 21–22
- Epaulette, Schulterstück, Achselklappe
Infanterieregiment König Wilhelm I. (6. württembergisches) Nr. 124

### Infanterie

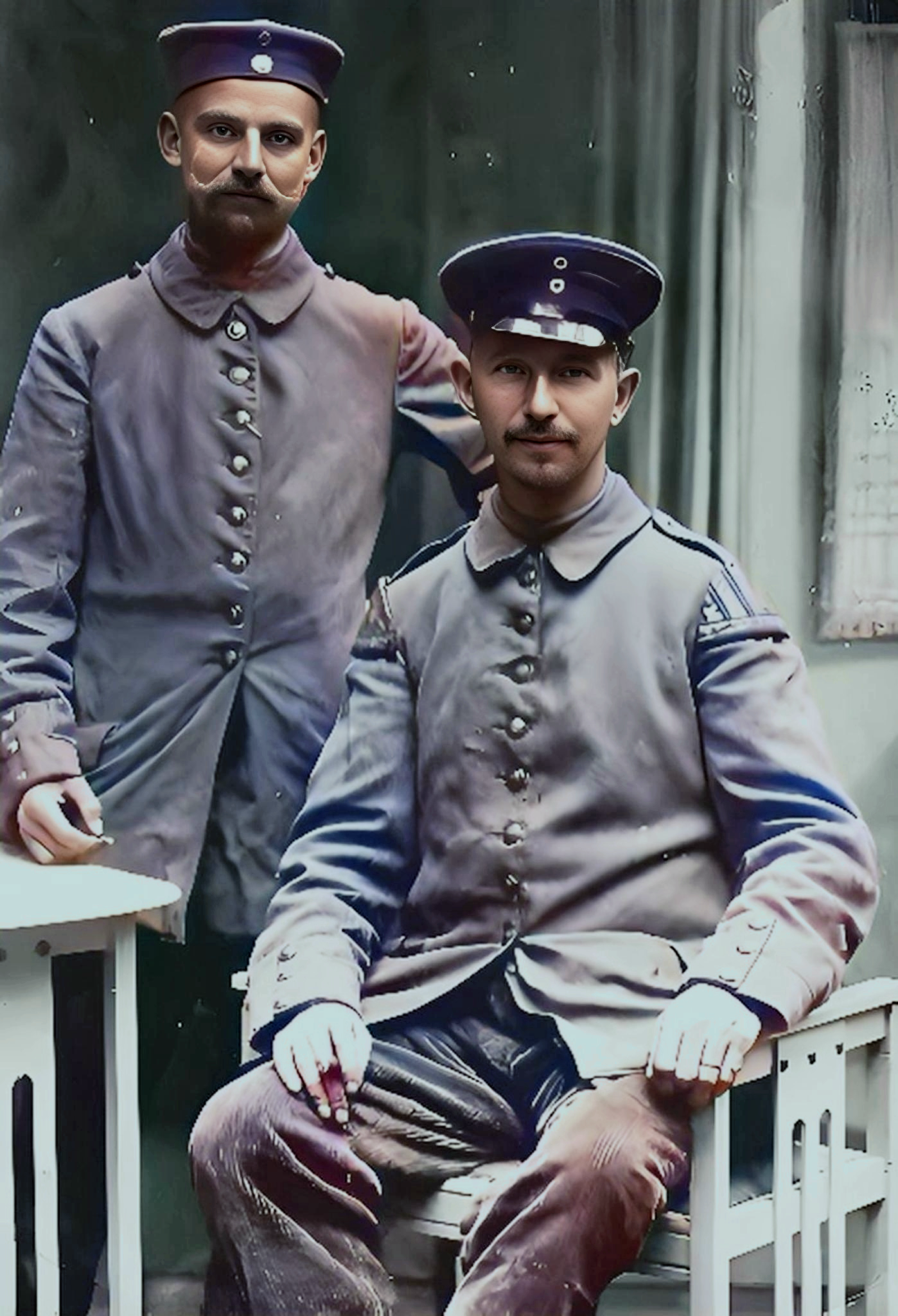
Zwei Soldaten der Kaiserlichen Armee im Ersten Weltkrieg. Koloriertes Familienfoto, aufgenommen in Niederschlesien (ca. 1914–1918).

Seconde-Leutnant des 1. Ostpreußischen Regiments Kronprinz, 2. Hälfte 19. Jh.

Der Waffenrock war einreihig mit acht Knöpfen. Die Hosen waren schwarz, im Sommer wurden auch weiße Hosen getragen. Stiefel waren die sogenannten „Knobelbecher“.
Der Waffenrock der Infanterie war dunkelblau, der der Jäger und Schützen dunkelgrün. Als einziger Verband der Linieninfanterie trug das Schützen-(Füsilier-)Regiment „Prinz Georg“ (Königlich Sächsisches) Nr. 108 grüne Waffenröcke. Die bayerische Infanterie und auch die Jäger trugen hellblaue Waffenröcke. Die Maschinengewehr-Abteilungen trugen graugrüne Waffenröcke. Der deutsche Soldat bekam einmal im Jahr eine neue Uniform, insgesamt gab es bis zu fünf Garnituren. Die erste Garnitur wurde zur Parade angelegt, die zweite als Ausgehuniform, die dritte und vierte Garnitur zum täglichen Dienst und die fünfte Garnitur, sofern vorhanden, lag für den Kriegsfall in der Kammer.
Die Kontingente der meisten deutschen Staaten waren bereits durch Militärkonventionen in der preußischen Armee aufgegangen oder ihr angegliedert und hatten nur noch kleine Reservatrechte, so den Anspruch auf eigene Kokarden an den Kopfbedeckungen, der unterschiedlichen Helmzier und sonstige Unterscheidungsmerkmale. Zu welchem Kontingent ein Soldat gehörte, konnte an der Landeskokarde der Kopfbedeckung, den Ärmelaufschlägen und den Schulterklappen erkannt werden. Im Jahre 1914 existierten insgesamt 272 verschiedene Variationen in der Uniformierung. Es handelte sich dabei zum Teil nur um Kleinigkeiten (zum Beispiel hatte einzig das Hessische Leibgarde-Infanterie-Regiment Nr. 115 die Knopfleisten der Gardelitzen nicht in der Grundfarbe der Ärmelaufschläge, sondern in Weiß unterlegt).
Die fünf hessischen Infanterie-Regimenter trugen auf den Ärmelpatten nicht die Farbe ihres (XVIII.) Armeekorps, sondern jedes Regiment hatte eine andere Farbe, die jedoch eifersüchtig beachtet wurden. Die Landesfarben tauchten auch noch in anderen Bekleidungsstücken und Abzeichen auf, wie beispielsweise Schulterstücken, Feldbinden, Portepees, Einjährigenschnüren und den Auszeichnungsknöpfen für Unteroffiziere und Gefreite.
Sachsen hatte insbesondere folgende Abweichungen: die Schulterklappen waren eckig, der Vorstoß an der Vorderseite des Rockes wurde um die unteren Schoßkanten des Rockes herumgeführt. Die grundsätzliche Kopfbedeckung war die bekannte „Pickelhaube“. Jäger, Schützen und MG-Abteilungen trugen einen Tschako. Zur Parade die zwei preußischen Garderegimenter Grenadiermützen in altpreußischem Stil. Für manche Anzugarten war die Schirmmütze oder für Mannschaften auch das „Krätzchen“ (Mütze ohne Schirm) befohlen. Die Uniformen blieben bis zum Kriegsausbruch weitgehend unverändert. Ab 1897 wurde neben der Landeskokarde nun auch die Reichskokarde getragen.

1907 wurde versuchsweise die erste feldgraue Uniform eingeführt, die nur im Kriegsfalle angelegt werden sollte, aber bereits seit 1909/1910 bei Manövern verwendet wurde. Bis zum Kriegsbeginn und während des Krieges erfuhr die feldgraue Uniform noch einige Änderungen; so wurde die Farbe beispielsweise eher graugrün, der Name „Feldgrau“ aber beibehalten. Im Weltkrieg wurde ausschließlich diese „feldgraue“ Uniform getragen, anfangs die „Pickelhaube“ mit Überzug, ab Mitte des Krieges wurde flächendeckend der Stahlhelm M1916 eingeführt.

### Kavallerie
Die Kürassiere trugen einen Koller aus weißem Kirsey mit gleichfarbigem Kragen und Schulterklappen, je nach Regiment mit verschiedenfarbigen Ärmelaufschlägen, Borten, Vorstößen und Kragenpatten. Kopfbedeckung der Kürassiere war eine Pickelhaube mit metallener Glocke, deren Nackenschirm tief nach hinten gezogen war. Die Schweren Reiter, zu denen man die Kürassiere in Sachsen 1876 und in Bayern 1879 umgewandelt hatte, trugen kornblumenblaue Koller (Sachsen) bzw. Waffenröcke. Während die Sachsen den preußischen Kürassierhelm führten, trugen die Bayern den Lederhelm für Berittene.
Die Ulanen trugen eine dunkelblaue (in Sachsen hellblaue, in Bayern dunkelgrüne) Ulanka mit Epauletten und je abzeichenfarbigen Kragen, Aufschlägen und Vorstößen. Als Kopfbedeckung wurde eine Tschapka getragen. Die Dragoner trugen einen kornblumenblauen (in Hessen: dunkelgrünen) Waffenrock mit abzeichenfarbigen Kragen, Aufschlägen und Schulterklappen. Helm für Berittene mit Spitze (ähnlich dem der Infanterie). Die Uniform der nur in Bayern vorhandenen Chevaulegers ähnelte derjenigen der Ulanen, war jedoch dunkelgrün und hatte eckige Schulterklappen und lederne Pickelhauben.
Die Husaren trugen eine Attila in Regimentsfarben mit Schnurbesatz und Achselschnüren. Als Kopfbedeckung diente der Kolpak. Einige Regimenter trugen dazu Pelz. Die ab 1901 aufgestellten Jäger zu Pferde trugen Koller und Waffenrock aus graugrünem Tuch. Schulterklappen und Aufschläge waren hellgrün und mit farbigen Paspeln abgesetzt. Die Regimenter Nr. 1 bis Nr. 6 trugen geschwärzte Kürassierhelme und Kürassierstiefel. Bei den Regimentern Nr. 7 bis Nr. 13 waren nur die Offiziere so ausgestattet, die Unteroffiziere und Mannschaften dagegen mit Dragonerhelmen und Dragonerstiefeln ausgerüstet.
(Die Nachrüstung mit den Kürassierhelmen erfolgte erst 1915, bis dahin hatten diese Helme noch nicht zur Verfügung gestanden.) Für den Feldanzug wurden 1909 feldgraue Uniformen eingeführt, bei denen die abzeichenfarbigen Elemente meist nur mehr in der entsprechenden Farbe paspelliert waren. Einige neu aufgestellte Truppenteile wie das Husaren-Regiment Nr. 21 erhielten gar keine bunte Friedensuniform mehr. Die Jäger zu Pferde, die ja ohnehin bereits eine etwas grünlichere tarnfarbene Uniform hatten, behielten diese bei.

Husar des Husaren-Regiments v. Schill Nr. 4 Ohlau/Schlesien (Husar im Dienstanzug)
Dragoner-Regiment Albrecht von Preußen Nr. 1 Tilsit/Ostpreußen (Rittmeister im Dienstanzug)
3. Garde-Ulanen-Regiment Potsdam/Brandenburg (Ulan im Dienstanzug)
Kürassier-Regiment Königin Nr. 2 Pasewalk/Pommern (Leutnant im Dienstanzug)
Königs-Jäger zu Pferd Posen/Westpreußen (Rittmeister im Dienstanzug)
I. Schweres Reiter-Regiment/Bayern (Unteroffizier im Ausgehanzug)
Garde-Reiter-Regiment/Sachsen (Gardereiter im Paradeanzug)
8. Chevaulegers-Regiment/Bayern (Chevauleger im Reitanzug)

### Artillerie, Train und Technische Truppen
Die Artillerie trug einen dunkelblauen Waffenrock mit schwarzen Abzeichen. Statt der Helmspitze wurde zur Vermeidung von Verletzungen eine Kugel getragen, nur in Bayern trug man auch hier die Spitze. Die Soldaten des Trains hatten dunkelblaue Waffenröcke mit hellblauen Abzeichen und einen Tschako. In Sachsen hatten Artillerie, Pioniere und Train dunkelgrüne Waffenröcke, die Abzeichen waren rot bzw. beim Train hellblau. Pioniere und Eisenbahntruppen trugen die Uniform der Artillerie, jedoch mit weißen statt gelben Knöpfen. Flieger-, Luftschiffer- und Telegraphentruppe trugen die Uniform der Artillerie, jedoch statt des Helms den Tschako.

## Feldzeichen

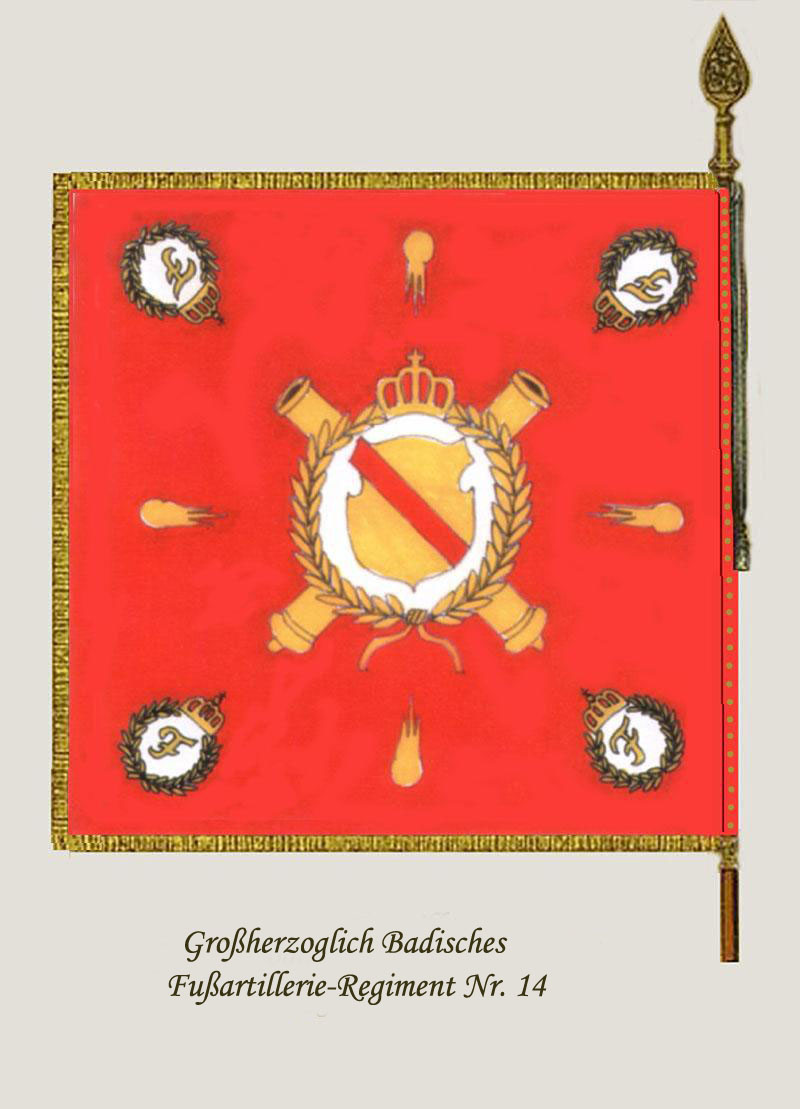
Bad. Fußartillerie Regiment Nr. 14 in Straßburg (Rückseite)
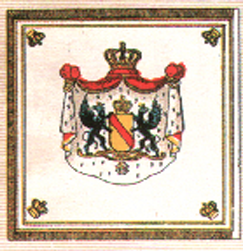
Badische Infanterie
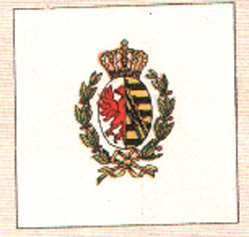
Anhaltisches InfRgt Nr. 93
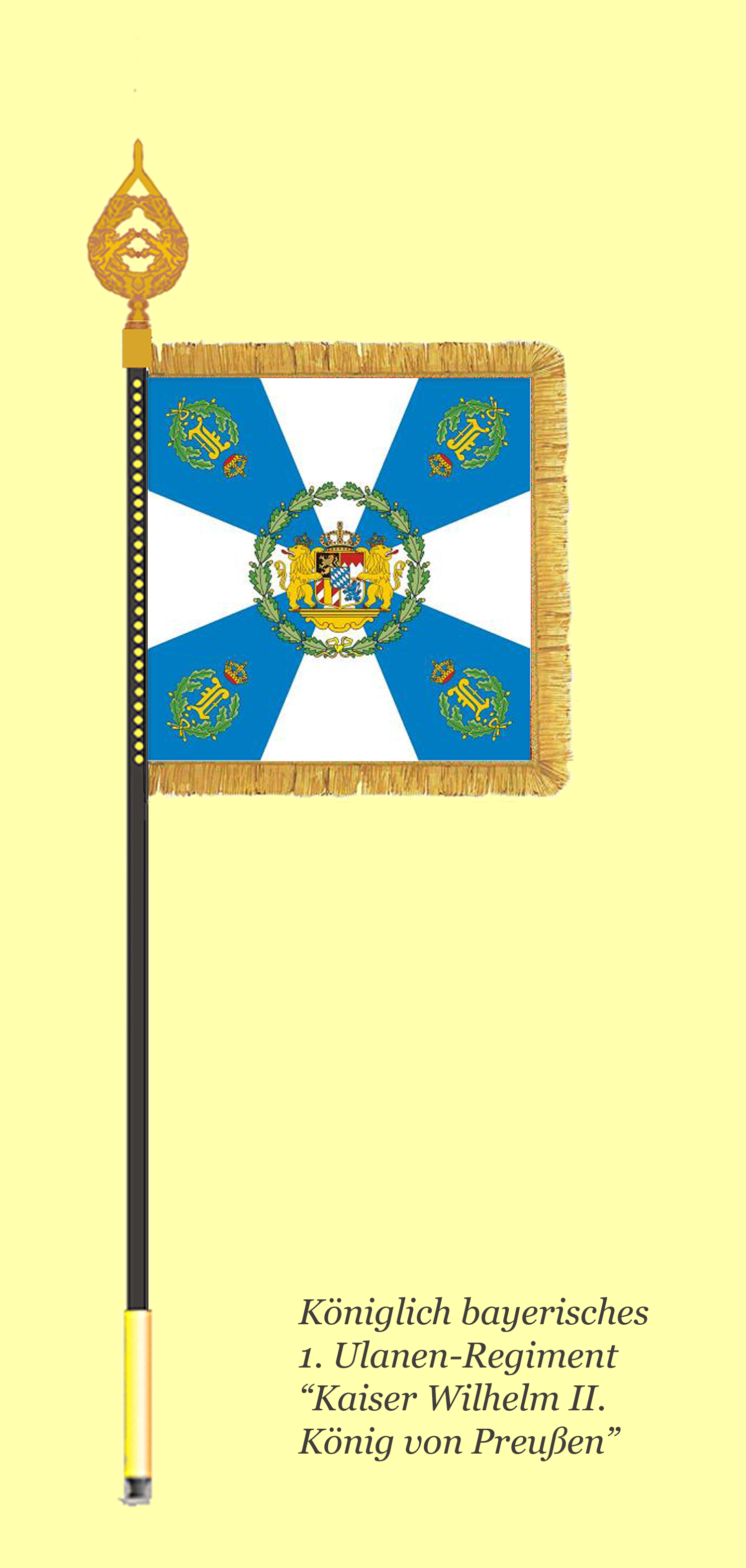
Kgl. Bayerische Truppenfahne (Vorderseite)
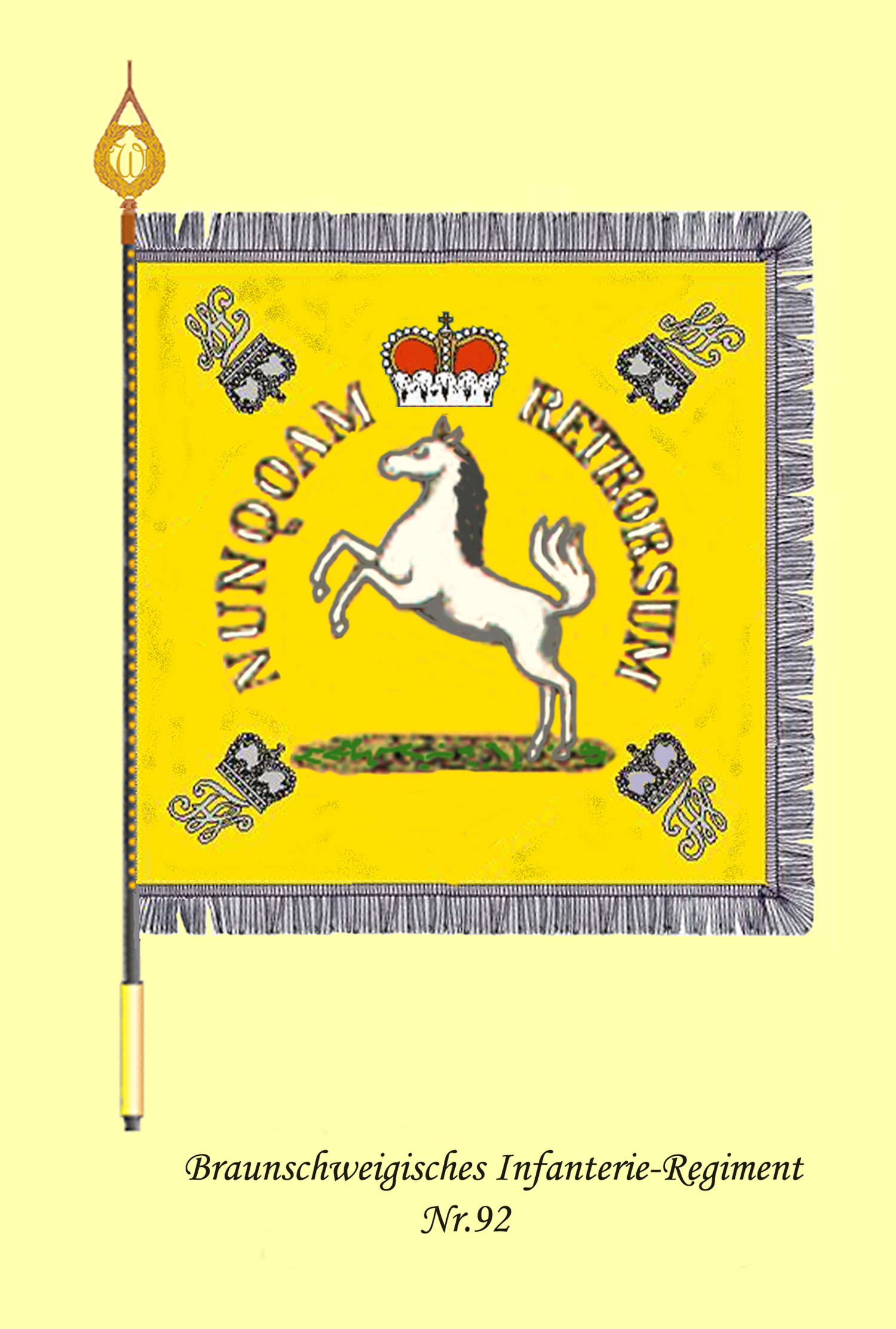
Herzogl. Braunschweigisches InfRgt Nr. 92 (Vorderseite)
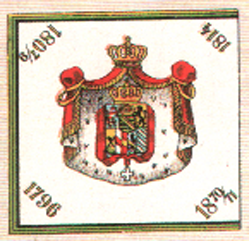
Großherzogl. Sächsisches InfRgt Nr. 94 (Rückseite)
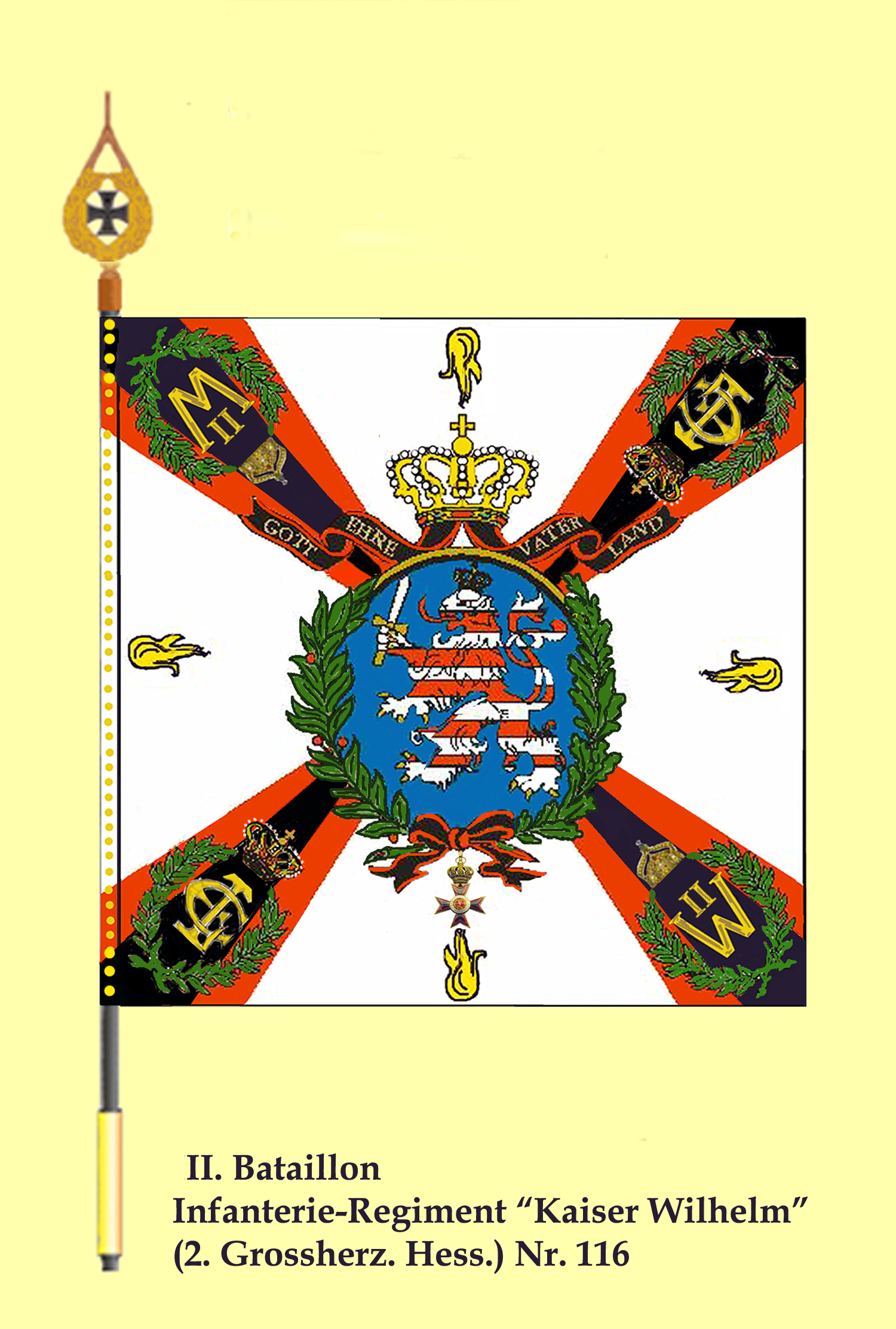
Hessische Truppenfahne (Vorderseite)
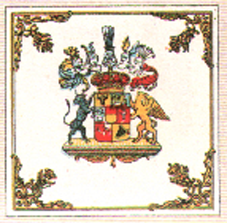
Mecklenburgische Truppenfahne
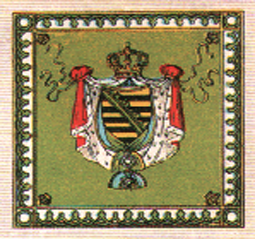
Kgl. Sächsische Truppenfahne (Rückseite)
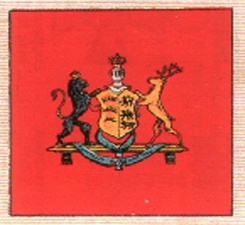
Kgl. Württembergische Truppenfahne
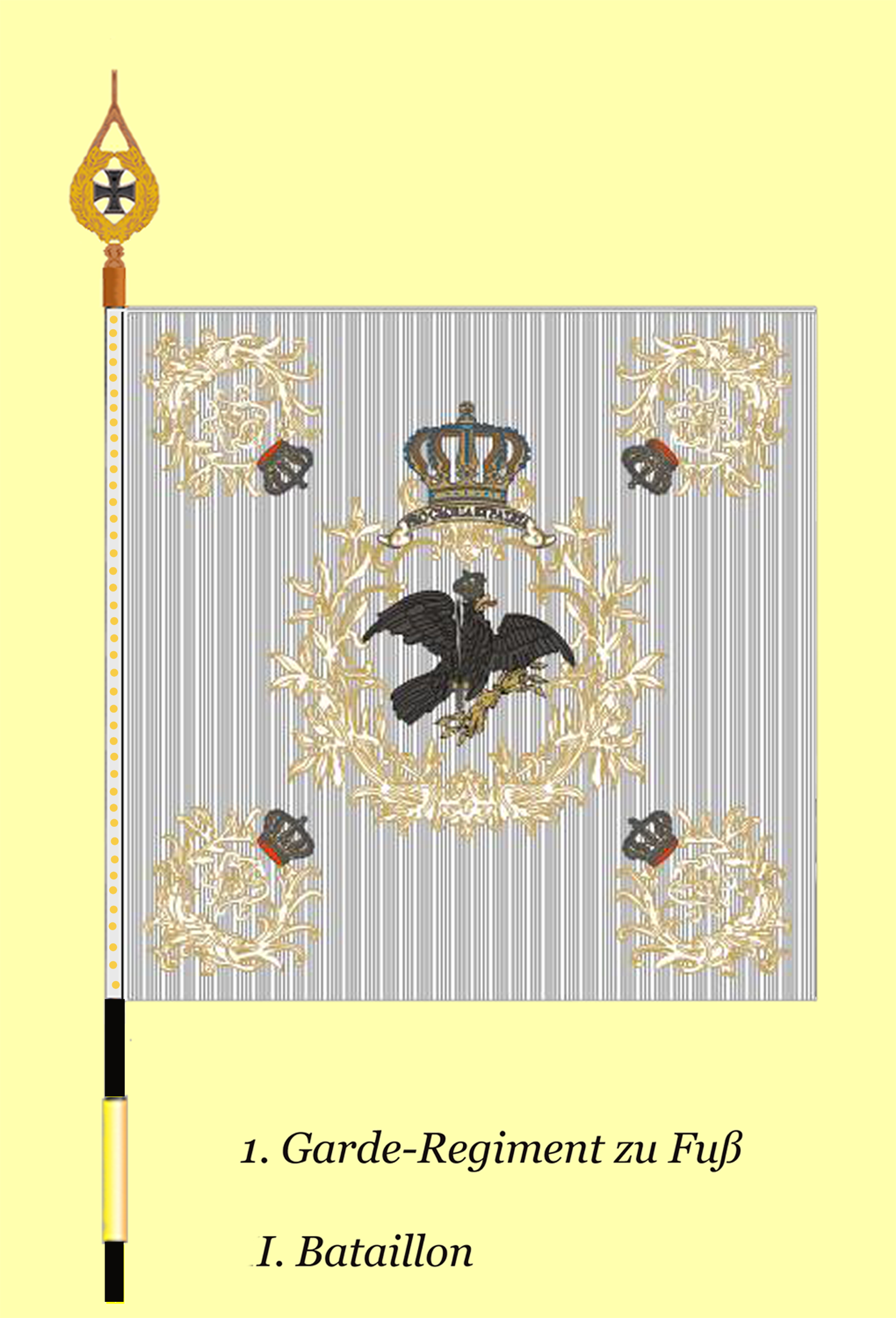
Kgl. Preußische Garde (Vorderseite)
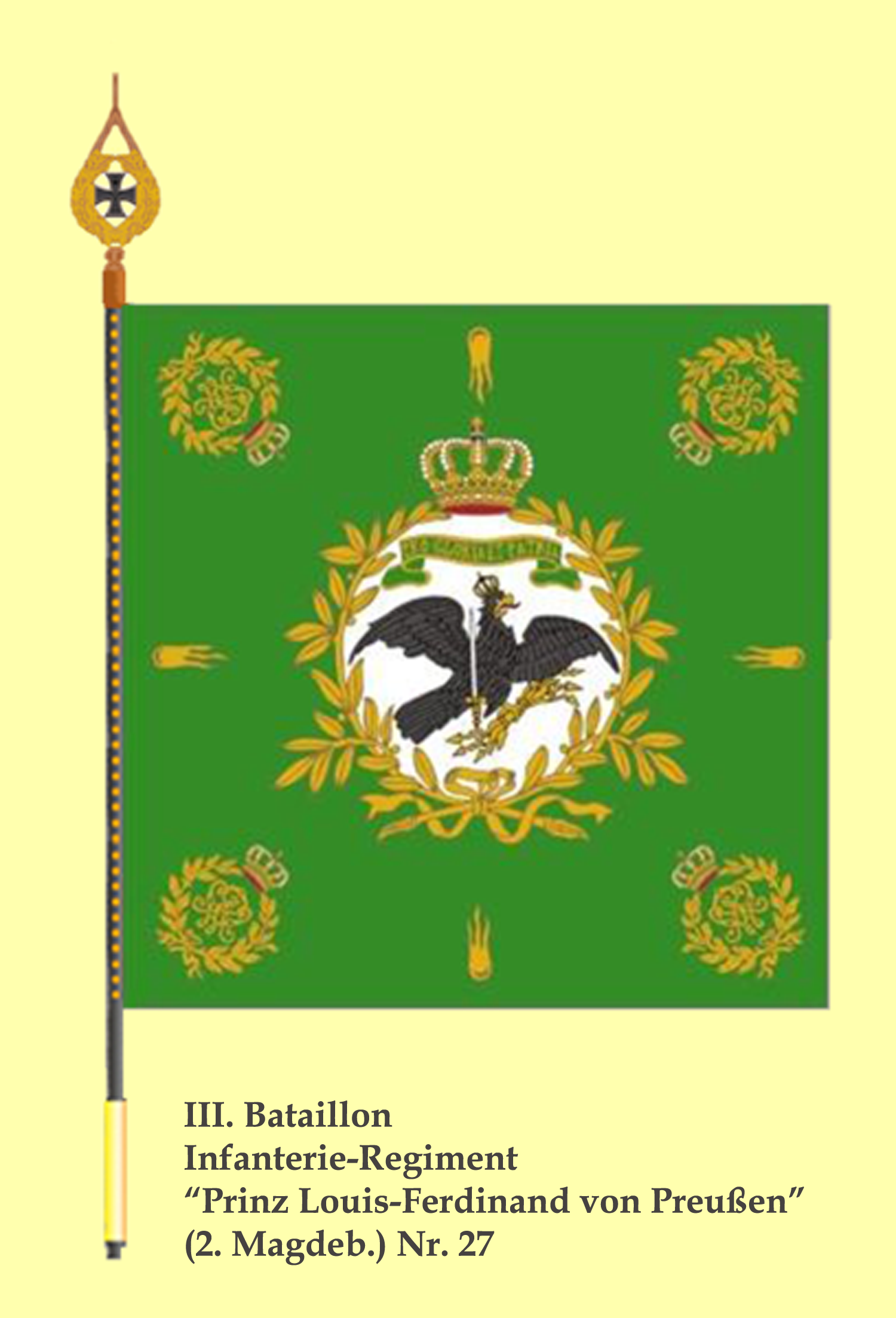
Kgl. Preußische Linieninfanterie (Vorderseite)
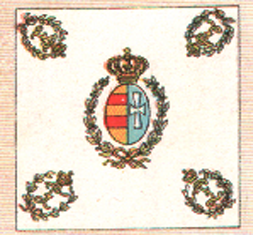
Oldenburgische Truppenfahne

## Dienstgrade

### Dienstgradgruppen
Im Deutschen Heer gab es sechs Dienstgradgruppen:
1. Mannschaften (Gemeine)
2. Unteroffiziere (mit und ohne Portepee)
3. Subalternoffiziere,
4. Hauptleute,
5. Stabsoffiziere und
6. Generale.

Die Dienstgrade der preußischen Armee bildeten die Grundlage für die Dienstgrade des Deutschen Heeres bis zur heutigen Bundeswehr.
| Fußtruppen                                                                   | Kavallerie                                                   | Artillerie                                            | Beschreibung |
| ---------------------------------------------------------------------------- | ------------------------------------------------------------ | ----------------------------------------------------- | --- |
| Mannschaften                                                                 |                                                              |                                                       | |
| Grenadier, Füsilier, Jäger, Musketier, Gardist, Infanterist, Soldat, Pionier | Dragoner, Husar, Jäger, Kürassier, Ulan, Reiter, Chevauleger | Kanonier, Fahrer                                      | Keine Befehlsgewalt. Der dienstgradlose Soldat wurde auch Gemeiner genannt. |
| Gefreiter                                                                    | Gefreiter                                                    | Gefreiter                                             | Der Gefreite war der Stellvertreter des Korporals. |
| nicht vorhanden                                                              | nicht vorhanden                                              | Obergefreiter / Bombardier                            | Der Obergefreite ersetzte in der preußischen Fußartillerie 1859 die Unteroffizierscharge Bombardier. Beide Ränge zeichneten gewöhnlich die Richtschützen aus. |
| Unteroffiziere ohne Portepee                                                 |                                                              |                                                       | |
| Unteroffizier / Korporal                                                     | Unteroffizier / Korporal                                     | Unteroffizier / Korporal                              | Der Korporal (ab 1856 Unteroffizier) kommandierte eine bis zu 30 Mann starke „Korporalschaft“. Drei pro Kompanie. Bei den Jägern hieß der Unteroffizier Oberjäger. |
| Sergeant                                                                     | Sergeant                                                     | Sergeant                                              | Gleich dem Unteroffizier stand der Sergeant einer Korporalschaft vor. |
| Unteroffiziere mit Portepee                                                  |                                                              |                                                       | |
| Vizefeldwebel/ Vice-Feldwebel                                                | Vizewachtmeister/ Vice-Wachtmeister                          | Vizewachtmeister/ Vice-Wachtmeister                   | Der Rang wurde 1873 im gesamten Heer eingeführt. In Kompanien mit nicht mehr als zwei Offizieren fungierten Vizefeldwebel als Zugführer – eine Dienststellung, die allgemein einem Leutnant oder Oberleutnant oblag. Die Anrede seitens dienstgradniederer Soldaten war stets Feldwebel bzw. Wachtmeister. |
| etatmäßiger Feldwebel                                                        | etatmäßiger Wachtmeister                                     | etatmäßiger Wachtmeister                              | Höchster Unteroffiziersrang. Der etatmäßige Feldwebel/Wachtmeister war mit den inneren Dienst und Verwaltungsaufgaben betraut („Spieß“ / „Mutter der Kompanie“) und arbeitete eng mit dem Kompanie- bzw. Batteriechef zusammen. |
| Offizierstellvertreter                                                       | Offizierstellvertreter                                       | Offizierstellvertreter                                | Die Dienststellung wurde 1887 geschaffen. Dazu konnten aktive Vizefeldwebel und Feldwebel nach mindestens vier Jahren tadelsfreier Führung ernannt werden. Im Ersten Weltkrieg wurden zwei Planstellen pro Kompanie eingerichtet. Nach dem Kriegsende oder bei einer Entlassung war die Rückstufung in den alten Dienstgrad vorgesehen. Anrede war stets „Vizefeldwebel“ (Ausnahme siehe oben) oder „Feldwebel“.                                                                                              |
| Fähnrich                                                                     | Fähnrich                                                     | Fähnrich                                              | Offiziersanwärter im Unteroffiziersrang. |
| Subalternoffiziere                                                           |                                                              |                                                       | |
| Feldwebelleutnant                                                            | Feldwebelleutnant                                            | Feldwebelleutnant                                     | Seit 1877 der unterste Offiziersdienstgrad. Der Feldwebelleutnant hatte zwar den Rang eines Leutnants inne, rangierte jedoch stets hinter dem Inhaber des „wirklichen“ Dienstgrads, da er kein Offizierspatent besaß. Zwitterstellung zwischen Unteroffizier und Offizier. Zur Beförderung vorgesehen waren die Unteroffiziere des Beurlaubtenstandes (Reserve), nicht aber die „aktiven“ (d. h. die Berufs-)Unteroffiziere, die – allerdings nur im Kriegsfall – zu regulären Offizieren aufsteigen konnten. |
| Leutnant / Secondelieutenant                                                 | Leutnant / Secondelieutenant                                 | Leutnant / Feuerwerksleutnant                         | Zugführer, Kontrolle des praktischen Dienstes und der Unteroffiziere. |
| Oberleutnant / Premierlieutenant                                             | Oberleutnant / Premierlieutenant                             | Oberleutnant / Feuerwerksoberleutnant                 | Stellvertreter des Hauptmanns, Zugführer, Kontrolle des praktischen Dienstes und der Unteroffiziere. |
| Hauptleute und Rittmeister                                                   |                                                              |                                                       | |
| Hauptmann / Kapitän                                                          | Rittmeister                                                  | Hauptmann / Kapitän                                   | Kompaniechef bzw. Batteriechef |
| Stabsoffiziere                                                               |                                                              |                                                       | |
| Major                                                                        | Major                                                        | Major                                                 | Bataillonskommandeur |
| Oberstleutnant                                                               | Oberstleutnant                                               | Oberstleutnant                                        | Vertreter des Regimentskommandeurs |
| Oberst                                                                       | Oberst                                                       | Oberst                                                | Kommandeur eines Regiments |
| Generäle                                                                     |                                                              |                                                       | |
| Generalmajor                                                                 | Generalmajor                                                 | Generalmajor                                          | Führer eines aus drei bis sechs taktischen Einheiten bestehenden Verbandes, Brigadekommandeur. |
| Generalleutnant                                                              | Generalleutnant                                              | Generalleutnant                                       | Kommandeur eines Flügels bzw. einer Division, mit Anspruch auf die Anrede „Exzellenz“. |
| General der Infanterie                                                       | General der Kavallerie                                       | General der Artillerie                                | Befehlshaber eines Treffens (Teil einer in Schlachtordnung aufgestellten Armee, normalerweise zwei Treffen in einer Schlacht) bzw. Kommandierender General eines Armeekorps (größter militärischer Verband in Friedenszeiten). Mit Anspruch auf die Anrede „Exzellenz“. |
| Generaloberst                                                                | Generaloberst                                                | Generaloberst                                         | Seit 1854, Generaloberst war die Bezeichnung des höchsten regulär erreichbaren Generalsranges in der preußischen Armee. Oberbefehlshaber einer Armee (im Krieg) bzw. Inspekteur einer Armee-Inspektion (im Frieden). Mit Anspruch auf die Anrede „Exzellenz“. |
| Generaloberst (mit dem Rang als Generalfeldmarschall)                        | Generaloberst (mit dem Rang als Generalfeldmarschall)        | Generaloberst (mit dem Rang als Generalfeldmarschall) | Seit 1911, Verleihung ehrenhalber. Ersetzte den bis dahin verliehenen Titel „charakterisierter Generalfeldmarschall“. Mit Anspruch auf die Anrede „Exzellenz“. |
| Generalfeldmarschall                                                         | Generalfeldmarschall                                         | Generalfeldmarschall                                  | Titel für besondere Verdienste, z. B. eine gewonnene Schlacht, eine erstürmte Festung oder einen erfolgreichen Feldzug. Da ein Ehrentitel in Kriegszeiten, hatte ein Gfm. dieselben Befugnisse wie ein Generaloberst. Mit Anspruch auf die Anrede „Exzellenz“, auch „Herr Feldmarschall“. |

### Dienstgradabzeichen

#### Mannschaften
Die Gefreiten trugen an jeder Kragenseite einen Auszeichnungsknopf, den sogenannten Gefreitenknopf. Die Obergefreiten trugen an jeder Kragenseite den größeren Auszeichnungsknopf der Feldwebel und Sergeanten außerdem die Säbeltroddel der Unteroffiziere.

#### Unteroffiziere ohne Portepee
Goldene oder silberne Tresse am Kragen und den Aufschlägen des Waffenrocks. Säbeltroddel oder Faustriemen mit einem in der Landesfarbe gemischten Quast.

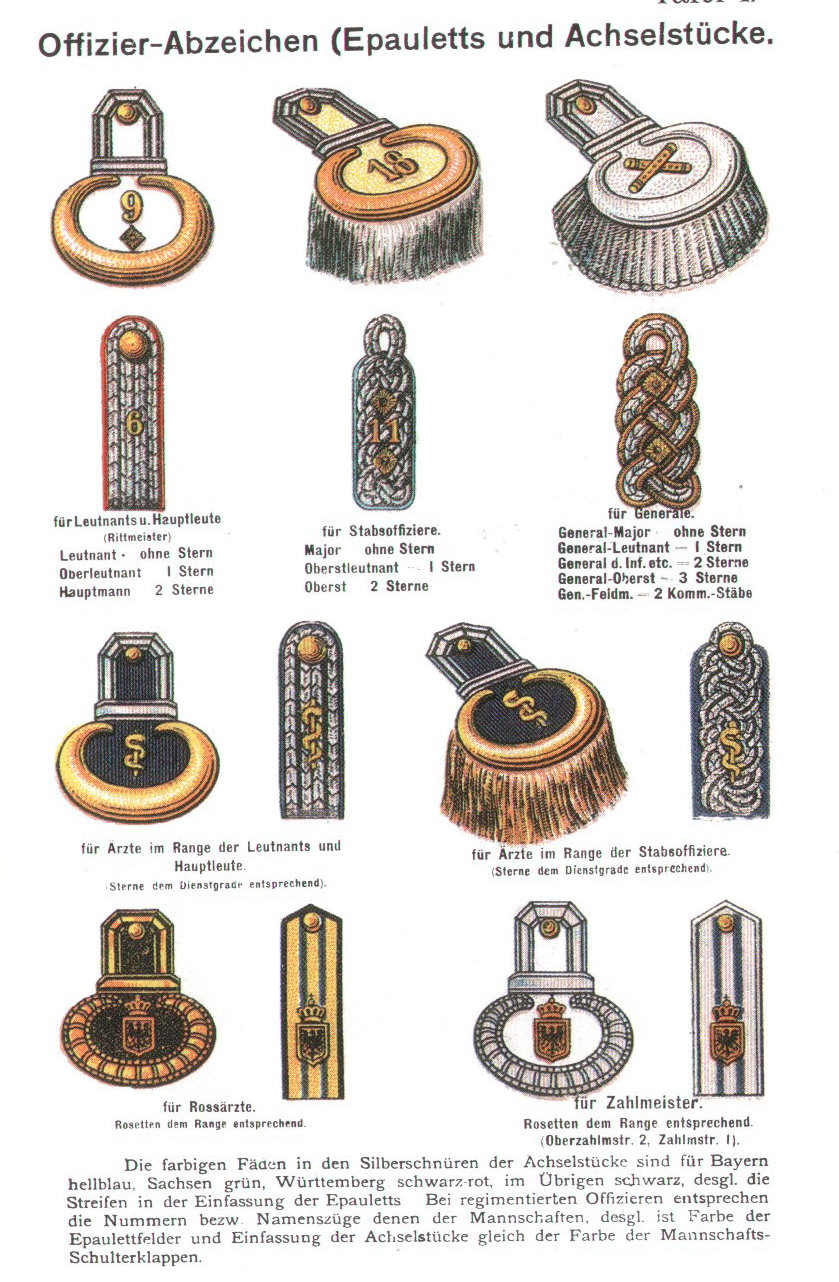
Epauletten und Achselstücke der Offiziere

Die Sergeanten trugen dazu einen großen Auszeichnungsknopf.

#### Unteroffiziere mit Portepee
Uniform wie Sergeanten. Feldwebel bzw. Wachtmeister und Vizefeldwebel bzw. Vizewachtmeister trugen dazu das Offiziersseitengewehr (z. B. Degen, Säbel usw.) mit Portepee, Feldwebel bzw. Wachtmeister außerdem eine zweite Metalltresse über den Ärmelaufschlägen („Kolbenringe“).

#### Offizierstellvertreter
Sie trugen die Abzeichen der Vizefeldwebel bzw. Vizewachtmeister mit dem Unterschnallkoppel der Offiziere und die Schulterklappen hatten eine Tresseneinfassung in Knopffarbe.

#### Feldwebelleutnants
trugen die Uniform der Vizefeldwebel bzw. Vizewachtmeister, dazu aber die Schulterstücke der Leutnante.

#### Leutnante und Oberleutnante
trugen Schulterstücke (Achselstücke) aus mehreren nebeneinander liegenden silbernen Pattschnüren. Diese waren mit dünnen Fäden in den Landesfarben durchwirkt (Preußen: schwarz, Bayern: blau, Sachsen: grün, Württemberg: schwarz-rot, Hessen: rot, Mecklenburg: blau-gelb-rot usw.). Darauf aus Metall geprägt die Nummern oder Namenszüge, die auch die Mannschaften trugen. Leutnant ohne Stern, Oberleutnant ein goldener Stern unterhalb der Nummern/Namenszüge. Die Epaulettenfelder und die Unterlagen der Schulterstücke (Vorstöße) hatten in den meisten Fällen die Farbe der Schulterklappen der Mannschaften. Die Monde der Epauletten in Knopffarbe. Keine Fransen.

#### Hauptleute bzw. Rittmeister
Wie Oberleutnante, jedoch zwei Rangsterne. Einer oberhalb und einer unterhalb der Nummern/Namenszüge auf den Schulterstücken. Auf den Epauletten links und rechts davon.

#### Stabsoffiziere
Geflochtene silberne, mit Landesfarben durchzogene Schnüre. Major ohne Stern, Oberstleutnant ein goldener Stern unterhalb, Oberst je ein goldener Stern unter- und oberhalb der Nummern/Namenszüge. Auf den Epauletten jedoch links und rechts davon. Epauletts mit silbernen Fransen, sonst wie Leutnante und Hauptleute.

#### Generale
Am Kragen und den Aufschlägen eine Eichenlaubstickerei. Schulterstücke: Geflochtene goldene runde Schnüre mit einer silbernen Kantschnur dazwischen. Diese mit dünnen Fäden in den Landesfarben durchwirkt. Generalmajor ohne Stern, Generalleutnant ein Stern (mittig), General der Infanterie/Kavallerie/Artillerie zwei Sterne (übereinander), Generaloberst drei Sterne (unten zwei nebeneinander, oben einer), Generaloberst mit dem Rang als Generalfeldmarschall vier Sterne (jeweils zwei nebeneinander oben und unten) und der Generalfeldmarschall zwei gekreuzte Kommandostäbe (hochkant). Die Rangsterne und Kommandostäbe waren auf den Schulterstücken silbern und auf den Epauletts golden. Epauletten: Die Rangsterne des Generals der Infanterie usw. lagen nebeneinander. Beim Generaloberst waren sie im Dreieck angeordnet. Beim Generaloberst mit dem Rang als Generalfeldmarschall waren sie trapezförmig verteilt. Die Kommandostäbe des Generalfeldmarschalls lagen quer auf dem Epaulettenfeld. Die Monde waren silbern, ebenso die Felder. Dicke steife silberne Kantillen (Fransen).

## Militärische Ausbildung, Alltag und Rekrutierung

### Allgemeines
Jedes Armeekorps hatte seinen eigenen Ersatzbezirk, aus dem der Personalbedarf zum allergrößten Teil gedeckt wurde. Die allgemeine Wehrpflicht war aus heutiger Sicht in dem sich rapide modernisierenden deutschen Kaiserreich ein wichtiger Integrationsfaktor. Bei rund 200.000 bis 300.000 jährlich eingezogenen Männern wurden längst nicht alle Wehrpflichtigen gezogen; Rekruten vom Land waren deutlich bevorzugt. Die Einziehungsquote von „Großstädtern“ oder Arbeitern war dagegen deutlich niedriger. Die jungen Männer erlebten eine Organisation mit strenger Disziplin, in der versucht wurde, Gerechtigkeit zu praktizieren. Die Anforderungen und Bedingungen des Dienstes waren im Allgemeinen hart. Missstände und Übergriffe gegen Wehrpflichtige wurden aber zunehmend von der Presse aufgegriffen und teilweise sogar im Reichstag diskutiert. Die obere Führung sah sich veranlasst, den gröbsten Fehlentwicklungen gegenzusteuern. Der Dienst im Heer wurde im Laufe des 19. Jahrhunderts deutlich attraktiver und so meldeten sich 1912 bereits 64.000 Männer freiwillig.
Die Masse der Unteroffiziere ging aus den Reihen der Kapitulanten hervor – Wehrpflichtige, die ihren zweijährigen Wehrdienst freiwillig um ein Jahr verlängert hatten. Ein Aufstieg zum Offizier war so gut wie ausgeschlossen. So dienten die meisten zwölf Jahre und wurden dann als sogenannte „Militäranwärter“ vorrangig in der gesamten unteren zivilen Verwaltung, bei Post und Eisenbahn usw. untergebracht. Beim Offiziersnachwuchs musste immer mehr auf nichtadlige Bevölkerungsschichten zurückgegriffen werden. Voraussetzung war in Preußen für den Offiziersbewerber die Primareife, in Bayern das Abitur, vor dem Ersten Weltkrieg hatten aber bereits zwei Drittel der Offiziersbewerber das Abitur. 1913 waren 70 Prozent der Offiziere Bürgerliche.

Das Offizierskorps hatte vor allem in Preußen eine herausragende gesellschaftliche Stellung inne, weniger in den süddeutschen Bundesstaaten. So war in Preußen bereits der Leutnant hoffähig, in Bayern erst der Stabsoffizier. Das Renommée des Offiziers war hoch, beispielsweise wegen der großen Bedeutung der durch das Militär erkämpften Einheit Deutschlands. Dementsprechend stand in bürgerlichen Kreisen eine Reserveoffizierslaufbahn hoch im Kurs. Wilhelm II. hatte nachdrücklich betont, dass die Reserveoffiziere nur den sogenannten „offizierfähigen Schichten“ entnommen werden sollten. Juden zählten aufgrund eines ungeschriebenen Gesetzes nicht dazu. Nur in der bayerischen Armee war es ihnen möglich, Reserveoffizier zu werden.

Jeder Offizier war verpflichtet, die Standesehre zu wahren und zu verteidigen. Sie war nicht nur etwas Persönliches und Individuelles, sondern Gemeingut des gesamten Korps. Die Standesehre beinhaltete Treue gegenüber dem Monarchen und Volk und Vaterland, das „preußische“ Pflichtbewusstsein unter dem Überbegriff des „Dienens“, aber auch Treue nach unten, eine persönliche Fürsorgepflicht für seine Untergebenen. Dieser Ehrbegriff führte zu einem homogenen Offizierskorps, das über einheitliche Normen und Wertvorstellungen verfügte.

### Wehrpflicht

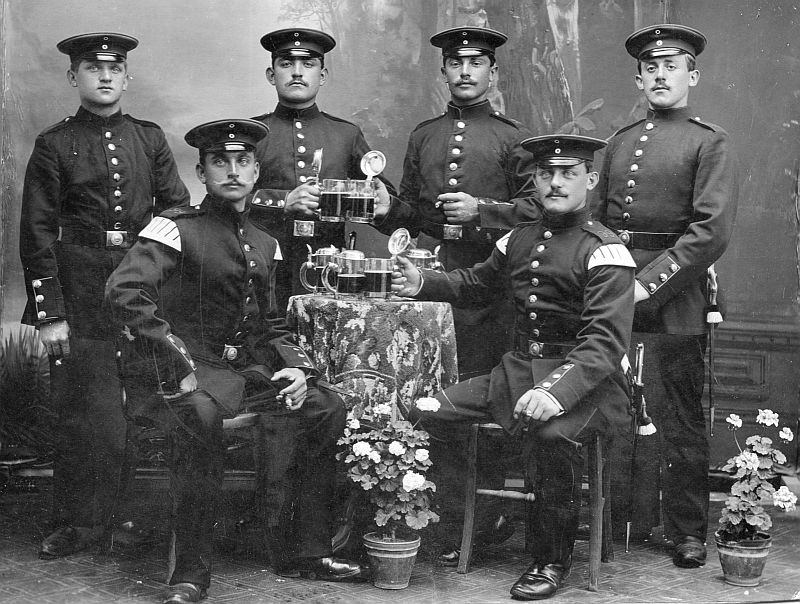
Wehrpflichtige 1898 in Zabern

Jeder Deutsche – sofern tauglich und nicht wegen entehrender Strafen ausgeschlossen – war vom vollendeten 17. bis zum vollendeten 45. Lebensjahr wehrpflichtig. Jeder Wehrpflichtige konnte vom 20. bis zum 39. Lebensjahr zum Dienst im Heer oder der Marine herangezogen werden.
Die Dienstpflicht gliederte sich in:
1. die aktive Dienstpflicht
2. die Reservepflicht
3. die Landwehrpflicht
4. die Ersatz-Reserve-Pflicht.

Wer keiner dieser Kategorien angehörte, gehörte zum Landsturm.
Die aktive Dienstpflicht dauerte seit 1893 bei der Infanterie und allen übrigen Fußtruppen zwei Jahre, bei der Kavallerie und der reitenden Artillerie drei Jahre, beim Train ein oder zwei Jahre und bei der Marine drei Jahre. Junge Männer, die eine wissenschaftliche Befähigung (zum Beispiel Zeugnis nach einjährigem Besuch der Untersekunda, Reifezeugnis) nachweisen konnten oder die Einjährigen-Prüfung bestanden hatten, sowie finanziell in der Lage waren, sich selbst einzukleiden, konnten ihrer Dienstpflicht als sogenannte Einjährig-Freiwillige genügen. Sie mussten sich zwischen dem vollendeten 17. und 23. Lebensjahr freiwillig melden.
Die Prüfung erstreckte sich auf drei Sprachen (Deutsch und zwei Fremdsprachen) sowie Geographie, Geschichte, Literatur, Mathematik, Physik und Chemie. Die Einstellung erfolgte zum 1. Oktober eines jeden Jahres, ausnahmsweise auch zum 1. April eines Jahres. Die Einjährig-Freiwilligen durften – sofern möglich – sich den Truppenteil selbst aussuchen und dienten ein Jahr. Nach sechs Monaten aktiver Dienstzeit konnten sie zum Gefreiten befördert werden. Die Einjährig-Freiwilligen wurden, sofern sie sich eigneten, zu Offizieren der Reserve und der Landwehr ausgebildet, ansonsten zu Unteroffizieren der Reserve und Landwehr.

Die aus dem aktiven Dienst Entlassenen traten zur Reserve über. Die Reservepflicht dauerte so lange, bis zusammen mit der aktiven Dienstpflicht sieben Jahre erreicht waren. Reservisten waren zur Teilnahme an Übungen von acht Wochen Dauer verpflichtet. Bei der Landwehr gab es das erste und das zweite Aufgebot. Nach der Reservezeit trat man zum ersten Aufgebot über. Bei bis zu zweijährigem aktivem Dienst dauerte die Dienstpflicht fünf Jahre. Männer mit mindestens dreijährigem Aktivdienst verblieben nur drei Jahre im ersten Aufgebot. Die Männer des ersten Aufgebotes konnten zu Übungen herangezogen werden. Landwehrleute gehörten bis zum 31. März des Jahres, in welchem sie das 39. Lebensjahr vollendeten, zum zweiten Aufgebot. Für diejenigen, die vor dem 20. Lebensjahr mit dem Dienst begonnen hatten, endete die Dienstpflicht entsprechend früher.

Männer, die zwar tauglich gemustert, aber nicht zum aktiven Wehrdienst herangezogen worden waren, wurden, soweit Bedarf vorlag, zur Ersatz-Reserve überwiesen. Diese Mannschaften waren zur Ergänzung des Heeres im Kriegsfalle bestimmt. Der Personenkreis war sehr umfangreich, denn 1914 war fast die Hälfte aller Tauglichen jedes Jahrgangs nicht zum Aktivdienst einberufen worden. Die Ersatzreservepflicht dauerte zwölf Jahre, vom 20. bis zum 32. Lebensjahr. Alle Personen vom 17. bis zum vollendeten 45. Lebensjahr, die nicht zu den obigen Gruppen gehörten und wehrwürdig oder -fähig waren, gehörten zum Landsturm. Außerdem wurden die Angehörigen der Landwehr nach dem vollendeten 39. Lebensjahr und die ungeübten Ersatzreservisten nach dem vollendeten 32. Lebensjahr dem Landsturm überwiesen. Geregelt wurde es nach den Paragraphen 14 und 20 der Deutschen Wehrordnung vom 22. November 1888. Übungen gab es in Friedenszeiten nicht.

Zivilversorgungsschein (1905)

Jedes Armeekorps hatte einen eigenen Ersatzbezirk, aus dem die korpsangehörigen Truppen in erster Linie ergänzt wurden. Die Korpsbezirke waren weiter untergliedert in Landwehrbezirke, geführt von einem Bezirkskommando. Die Landwehrbezirke wiederum setzten sich aus mehreren unteren Verwaltungsbezirken (preußischen Landkreisen, bayerischen Bezirksämtern, sächsischen Amtshauptmannschaften usw.) zusammen. Darüber hinaus waren Meldeämter und Hauptmeldeämter zur Überwachung der Wehrpflichtigen eingerichtet. Das Gardekorps hatten keinen eigenen Korpsbezirk, der ausgesuchte Mannschaftsersatz der preußischen Garde kam aus ganz Preußen und den weiteren Bundesstaaten Nord- und Mitteldeutschlands.

Der Wehrdienst begann im Oktober eines jeden Jahres. Die Vereidigung erfolgte, nach dem Verlesen der Kriegsartikel und Vorbereitung durch Geistliche, konfessionsweise in den Kirchen und Synagogen, mit der Hand auf der Fahne oder bei der Artillerie auf der Kanone. Jeder Bundesstaat hatte eine eigene Eidesformel. Die Vereidigung erfolgte auf den jeweiligen Landesherrn und den Kaiser. Elsässer und Lothringer wurden nur auf den Kaiser vereidigt. Leisteten Wehrpflichtige in einem anderen Bundesstaat ihren Wehrdienst ab, leisteten sie den Eid ihres eigenen Bundesstaates mit Belehrung, dem Landesherrn ihres Truppenteiles ebenfalls verpflichtet zu sein.

Es gab die Möglichkeit, sich freiwillig zu zwei-, drei- oder vierjährigem aktiven Dienst zu melden – mit dem Vorteil, die bevorzugte Waffengattung wählen zu dürfen, anstatt zugeteilt zu werden. Auch konnte der Wehrdienst freiwillig verlängert werden, diese Freiwilligen hießen dann Kapitulanten, aus ihnen wurden bevorzugt die Unteroffiziere rekrutiert.
Unteroffiziere, die nach zwölfjähriger Dienstzeit ausschieden, erhielten einen Zivilversorgungsschein, der ihnen eine bevorzugte Einstellung im Staatsdienst ermöglichte. Darüber hinaus erhielten Verabschiedete eine Dienstprämie (Unteroffiziersprämie) von (1911) 1000 Mark.

### Lebensverhältnisse im deutschen Heer

#### Verdienst und Unterhalt um 1900
Das Einkommen (Löhnung) der Mannschaften und Unteroffiziere bestand aus der alle zehn Tage im Voraus gezahlten Löhnung sowie dem Brotgeld, dem Beköstigungsgeld und der Bekleidung und Wohnung mit Heizung, Beleuchtung usw. In besonderen Fällen wurde hierfür eine finanzielle Entschädigung gezahlt. Dazu kostenlose ärztliche Behandlung und Arzneien. Verheiratete Unteroffiziere bekamen auch für ihre Familie kostenlose ärztliche Behandlung und Arzneien.
Einige Unteroffiziere, wie z. B. Wallmeister und Zeugfeldwebel, bekamen ähnlich den Offizieren ein monatliches Gehalt.
| Dienstgrad                                                  | Gehalt oder Löhnung | Beköstigungsgeld bzw. Servis | Wohnungsgeldzuschuß                                |
| ----------------------------------------------------------- | ------------------- | ---------------------------- | -------------------------------------------------- |
| Mannschaften und Unteroffiziere – Löhnung monatlich in Mark |                     |                              |                                                    |
| Gemeine                                                     | 6,60 *              | ca. 9                        | Unterkunft wird gestellt                           |
| Gefreiter                                                   | 8,10                | ca. 9                        | Unterkunft wird gestellt                           |
| Unteroffizier                                               | 21,60               | ca. 13                       | Unterkunft wird gestellt                           |
| Sergeant                                                    | 32,10               | ca. 13                       | Unterkunft wird gestellt                           |
| Vizefeldwebel                                               | 41,10               | ca. 13                       | Unterkunft wird gestellt                           |
| Feldwebel                                                   | 56,10               | ca. 13                       | Unterkunft wird gestellt                           |
| Offiziere – Gehalt jährlich in Mark                         |                     |                              |                                                    |
| Zeugfeldwebel (kein Offizier, aber Gehaltsempfänger)        | 1104 bis 1404       | 300                          | Dienstwohnung                                      |
| Leutnant                                                    | 900 bis 1188        | 288 bis 420                  | 216 bis 420 (unverheiratete Leutnante 6 Tischgeld) |
| Hauptleute und Rittmeister II. Klasse                       | 3900                | 432 bis 972                  | 360 bis 900                                        |
| Hauptleute und Rittmeister I. Klasse                        | 5850                | 432 bis 972                  | 360 bis 900                                        |
| Stabsoffiziere (kein Regimentskommandeur)                   | 5850                | 594 bis 1314                 | 540 bis 1200                                       |
| Stabsoffiziere (als Regimentskommandeur)                    | 7800                | 594 bis 1314                 | 600 bis 1500                                       |
| Kommandierender General                                     | 12.000              | 1188 bis 2520                | Dienstwohnung mit Einrichtung                      |

#### Lebensumstände der Offiziere
Die finanziellen Verhältnisse der unteren Offiziersdienstgrade waren ausgesprochen karg. Die Leutnante waren auf Zulagen von zu Hause angewiesen. Je nach der Exklusivität des Regiments und des daraus resultierenden Lebensstiles waren Zulagen von 50 bis 200 Mark monatlich nötig. Von seinem Gehalt konnte ein Leutnant nicht leben. Dies sorgte natürlich auch für eine soziale Auswahl. Die angehenden Offiziere stammten in der Regel aus Familien, die zur finanziellen Unterstützung ihrer Söhne in der Lage waren. Im Regelfall vergingen bis zur Beförderung zum Hauptmann rund zehn Jahre, die nächste Beförderung zum Major dauerte dann noch einmal rund 15 Jahre. Die wenigsten Offiziere schafften es bis zum Stabsoffizier. Die meisten verließen vorher das Heer, was jederzeit problemlos möglich war. Feste Verpflichtungszeiten gab es nicht.
Für eine Ehe wurde ein Jahreseinkommen von wenigstens 4000 M als notwendig angesehen, was erst der ältere Hauptmann erreichte. Vorher konnte der Offizier nur heiraten, wenn die Braut genügend Geld mit in die Ehe brachte. Für die Eheschließung musste eine vom Vorgesetzten erteilte „Heiratserlaubnis“ vorliegen. Die finanzielle Lage war bei der Erteilung dieser Erlaubnis sehr wichtig, ebenso die „standesgemäße“ Herkunft der Braut. Erst ab dem Hauptmann aufwärts wurden die Offiziersgehälter denen der höheren Beamten vergleichbar.